# カントリー・ミュージック
カントリー・ミュージック（英語: country music）は、1920年代にアメリカ合衆国バージニア州ブリストル市で発祥したとされる音楽のジャンル。21世紀に入ってからも、カントリー・ミュージックは、アメリカ南部・中西部を中心に多くのファンを擁している。

## 概要
1920年代、北米の南北に聳えるアパラチア山脈の南方にて生活していた、イギリス系移民が持ち込んだ音楽。民謡・バラッドがベースとなっており、また彼らはアフリカ系アメリカ人との交流も盛んだったことから、ゴスペルやブルースの要素も融合されている。カントリー音楽は、アメリカ南部と南西部の音楽が融合されて、1920年代には初期のカントリー・レコードが録音されている。1930年代からは、おもに農家として励む白人労働階級者向けの音楽として人口に膾炙した。当初は「アパラチアン・ミュージック」、「マウンテン・ミュージック」、「ヒルビリー」（en:Hillbilly。英語で言う「田舎者」）、「カントリー＆ウエスタン」など複数の呼称があった中で、1940年代に「カントリー・ミュージック」と統一された。ホワイト・ゴスペルの曲としては、ウェブ・ピアースの「アイ・ラブ・ヒム・ディアリー」などがある。グランパ・ジョーンズ、オークリッジ・ボーイズらもホワイト・ゴスペルの曲を録音している。また、ボブ・ディラン、レオン・ラッセル、リンゴ・スターらが、過去にカントリー・アルバムをリリースしている。
カントリーには、以下のような「ジャンル」が存在する。
- クラシック・カントリー（Classic country）
- テキサス・カントリー（Texas country）
- ナッシュビル・サウンド（Nashville sound）
- ベーカーズフィールド・サウンド（Bakersfield sound）
- ウェスタン・スウィング（Western swing）
- ホンキートンク
- ウエスタン・ミュージック（Western Music/Cowboy songs）
- アウトロー・カントリー（Outlaw country）
- オルタナティヴ・カントリー
- トラック・ドライヴィング・カントリー
- トロピカル・カントリー
- レッド・ダート・ミュージック

また、カントリーはキリスト教との関係が深く、ホワイト・ゴスペル、クリスチャン・ミュージック、コンテンポラリー・クリスチャン・ミュージック（Contemporary Christian）などにも、カントリーの歌手、グループを発見することができる。
- シンプルなハーモニーを形成し、バラードから自作の歌、流行歌まで幅広い音楽性を持つ[5][6]。
- 当初よりブルース・モードが広く用いられている[7]。

2009年の調査によると、カントリー・ミュージックはアメリカ合衆国の通勤時間によく聞かれていることが判明している。
- カントリーは、CBラジオ（市民ラジオ）や一般のラジオ、有線ラジオでよく聴かれてきた。

カントリーの「ルーツ」としては、以下のジャンルが挙げられる。
- アメリカン・フォーク・ミュージック
- アイルランド音楽
- ウエスタン・スウィング
- アパラチアン・ミュージック[9][10][11][12]
- マウンテン・ミュージック
- 白人クリスチャン・ミュージック/ホワイト・ゴスペル
- ヒルビリー/ブルーグラス
- ホンキー・トンク
- ブルース
- ポルカ/ワルツ

### 有名曲
- ジャンバラヤ[注 1]
- アイム・ソー・ロンサム・アイ・クッド・クライ
- ゴースト・ライダーズ・イン・ザ・スカイ[注 2]
- コットン・フィールズ[注 3]
- ハロー・メリー・ルウ[注 4]
- ローハイド[注 5]
- 思い出のグリーングラス[注 6]

### ジャンルと楽器
- ブルーグラス、ジャグバンドなどの分野とは、相互に影響を与え合って発展してきた[13]。
- 主流の保守的なカントリーに対して、オルタナ・カントリー、アウトロウ・カントリーなどのジャンルもある。
- またアメリカーナという新しいジャンルも、音楽界に創設された。
- コンテンポラリー・カントリー・バンドの構成は、ギター、ベース、ドラム、キーボードなどが中心となる。
- フィドルやバンジョー、スティール・ギターなどを加えて、ディープなカントリーらしいバッキング・バンドを付けることも多い。

主に用いられる楽器は以下のとおり。
- フィドル（ヴァイオリン）、ウッドベース、バンジョー、フォークギター、エレクトリック・ギター、ペダル・スティール・ギター、マンドリン、リゾネーター・ギター（ドブロ）、 ドラムス、エレキ・ベース、ハーモニカ、オートハープ（ウォッシュボードや金属製のバケツは、ジャグ・バンドが使用）

## 詳細
西部開拓時代やカウボーイを連想する人も多いが、それはあくまでもハリウッドの映画産業やテレビ局制作のドラマの影響であり、元々はそれほど深い関係にはない。カウボーイ全盛時代の19世紀には、まだ「カントリー」という概念は存在せず、20世紀に入ってからの西部劇で演奏された曲も、クラシック音楽の作曲家が民謡やポップス、ロックなどをベースに作った映画音楽・劇伴音楽で、厳密に言うとカントリーというジャンルにも当てはまらない場合が多い。フランキー・レインが歌った人気曲「ローハイド」などは、その代表的な楽曲である。ヴォーン・モンローも、フランキー・レインもポピュラー歌手であり、カントリー歌手ではない。後には、一部のカントリー・ミュージシャンがそのイメージと人気にあやかり、カウボーイハットやブーツを身に付け、西部劇風の演出を取り入れる様になった。しかし20世紀後半のカントリー・ミュージシャンの音楽性は、西部劇で描かれるような世界観ではなく、トラック運転手がカーラジオで気楽に楽しめるような音楽になっている。

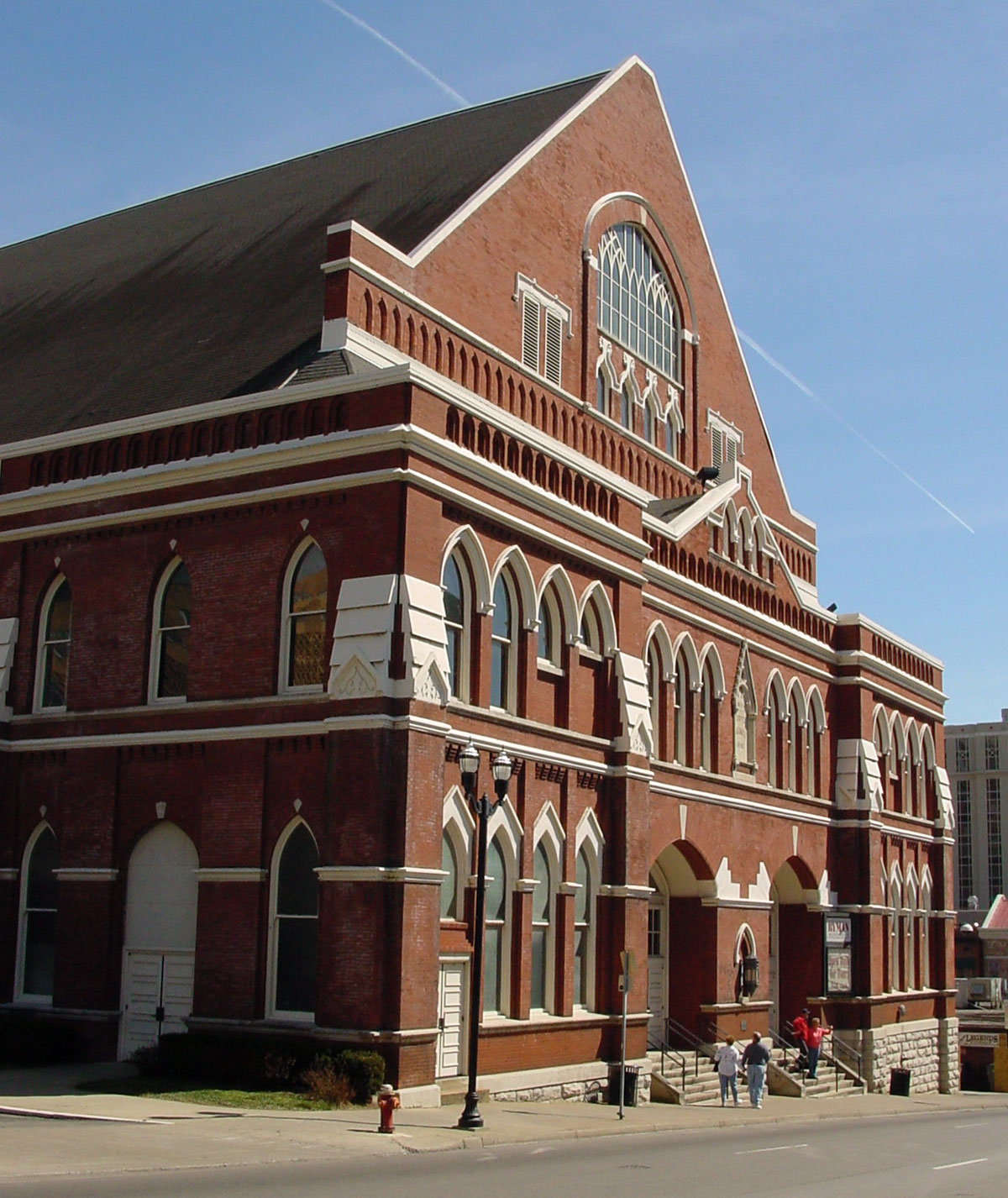
ライマン公会堂
(Ryman Auditorium)

カントリーの聖地はテネシー州ナッシュビルである。当地で毎週末に開かれていたライブ・イベントとそれを放送するラジオ番組『グランド・オール・オープリー』が人気となった。このイベントは場所を移し、郊外に新しく造られたグランド・オール・オープリー・ハウスというコンサートホールで行われている。

## 人種
カントリー・ミュージックは、シーンの中心であるアメリカのほかに、カナダ、イギリス、アイルランドほかのヨーロッパ、日本やオーストラリアにもファンが存在する。それでもファンやミュージシャンにはアメリカ出身の白人系が圧倒的に多く、南部やアパラチア発祥の音楽のため、一部では「人種差別と関係が深い音楽」と決めつけられがちな傾向もある。実際、過去のカントリー曲の中には人種差別的な歌詞や、福祉を攻撃する歌詞を含むネガティヴな曲もある。また、ジェイソン・アルディーンやモーガン・ウォーレンの一部の曲のように過激な人種差別的歌詞、映像を遠回し、もしくは直接的に表現する歌手が存在するが、あくまでもそれは一部のアーティストに限定される。本来のカントリーは保守的ではあっても、人種差別を良しとする音楽ではない。
カントリーは、アメリカ音楽産業でも人気のあるジャンルであり、さらにそれを世界に少しでも広めていこうという志向もある。したがって、カントリー歌手は、あからさまな人種差別を避けるのが一般的である。特に1970年代以降、黒人のチャーリー・プライド（Charley Pride）、ダリアス・ラッカー（Darius Rucker）、黒人女性のミッキー・ガイトン（Mickey Guyton）、ラテン系のリック・トレヴィーノ（Rick Trevino）、フィリピン系のニール・マッコイ（Neal McCoy）など有色人種のアーティストたちもカントリー・シーンで活動し、さらにバンドメンバーでも、白人以外のメンバーが演奏している光景が見られることもある。

## 保守/ナショナリズム

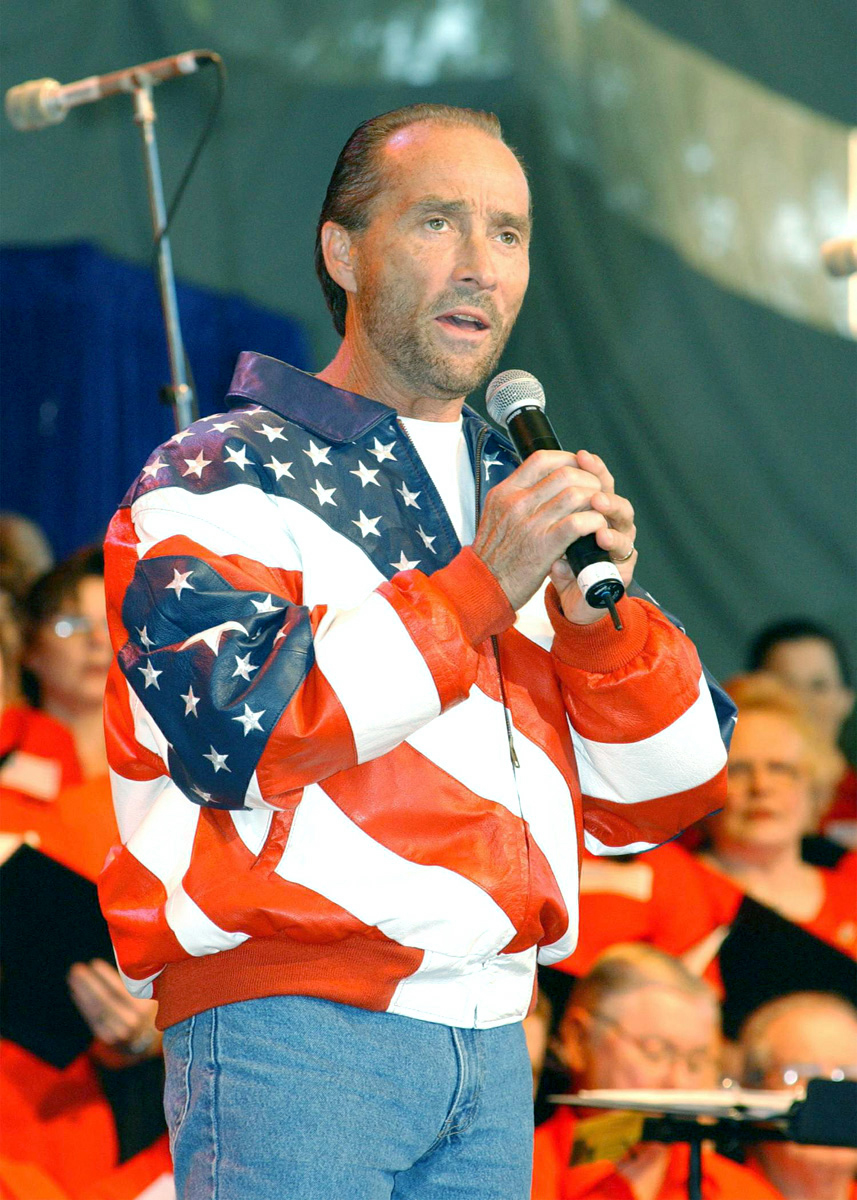
リー・グリーンウッド
(Lee Greenwood)

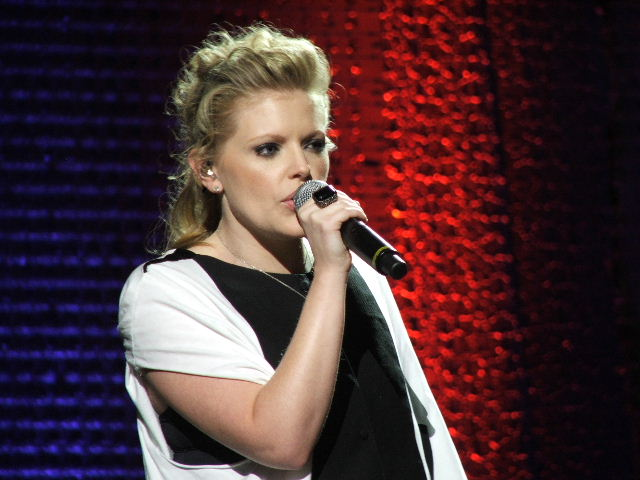
ナタリー・メインズ
(Natalie Maines)

カントリーは、様々な価値観を取り入れて発展してきたが、音楽家やファンの政治的スタンスや歌詞に込められた心情の面では保守的な部分が強い。ルーツである開拓民の民謡から派生しているため、自分の家族や故郷の州や町、また田舎の素朴さ、暖かさ、荒々しさなどを愛し、カウボーイやヒルビリー、レッドネックといった自分の田舎っぽいキャラクターを肯定した歌詞が多く、その裏には東海岸、西海岸や都会に対する対抗意識や反発も見られる。それらがさらに大きくなると、愛国心やナショナリズムと結びつき、アメリカ的価値観やアメリカ的自由を強調する。 その代表曲が1980年代初頭のリー・グリーンウッド（Lee Greenwood）による"God Bless The USA"である。ほかにも、ハンク・ウィリアムズ・ジュニアが、激しい保守・右派思想の持主として知られている。
2001年の9月11日に発生したアメリカ同時多発テロ事件以降、その右派的傾向はますます強くなり、元軍人である父親を尊敬し、自身も米軍基地などで慰問コンサートを開くトビー・キース（Toby Keith）の"American Soldier"、イラク戦争開戦前後に、同時多発テロ事件を持ち出して戦争支持を主張する、ダリル・ウォーリー（Darryl Worley）の"Have You Forgotten? "などが発売された。だが、トビー・キースは米兵の戦死者が増加するにつれ、自分の行動が正しかったかどうかわからないと語っていた。また、カウボーイ・トロイは、黒人保守主義を唱えている。ほかには、ジェイソン・アルディーン、モーガン・ウォーレンらも保守・右派的な傾向があると見られている。
また同時期に、女性カントリー・トリオ、ディクシー・チックスのボーカル、ナタリー・メインズ（Natalie Maines）がコンサート中に、イラク戦争に絡みジョージ・W・ブッシュ大統領について「合衆国大統領が（私たちと同じ）テキサス出身であることを恥じる」と発言したのが波紋を呼び、中西部から南部を中心に 全米の多くのラジオ局で彼女たちの曲が外され、カントリー・ファンや大統領支持派によるCDの不買・廃棄キャンペーンなどが行われるなど、ファンや業界の保守・愛国思想が露骨に現れた。また、本人や関係者に対する嫌がらせや脅迫も相次ぎ、事実上、業界から干される格好となり、さらに育児なども重なり、活動を一時的に停止する。しかしながら2006年には、この騒動を綴ったドキュメンタリー映画『Shut Up & Sing が公開され話題となり、また"Not Ready To Make Nice"「まだ（皆の望むような）よい子にはなれない」というタイトルのシングル曲を含めたアルバムも発表され、カントリー以外の音楽業界やリベラル派のファンの支持を受け、2007年のグラミー賞においては、最優秀アルバム賞を含む5冠を獲得して復活を遂げた。

## カントリー・ダンス
アメリカには、田舎、都会に限らず各地にカントリー・バーやホンキートンク（Honky-tonk）と呼ばれるナイトクラブが多数存在し、多くの店がダンス・フロアを設けており、カントリー・ダンスが盛んに踊られている。 その世界最大のものが、テキサス州フォートワースにあるBilly Bob's Texasである。このナイトクラブは、カントリーが中心だが、カントリーだけではなく、喜劇人のボブ・ホープや、ブルースのBBキングもパフォーマンスをおこなっている。カントリーがまだ民謡だった時代のフォークダンスは歴史が長いが、流行しているカントリー・ダンスの歴史は意外に浅い。大都会ヒューストンのバーでロデオマシーンに興じる若者の青春を描いたジョン・トラヴォルタ主演の映画、『アーバン・カウボーイ』（Urban Cowboy 1980年）はカントリー・ダンスに再注目させる契機となった。カントリー・ダンスは大まかに分けて、ラインダンスとツーステップの2種類がある。

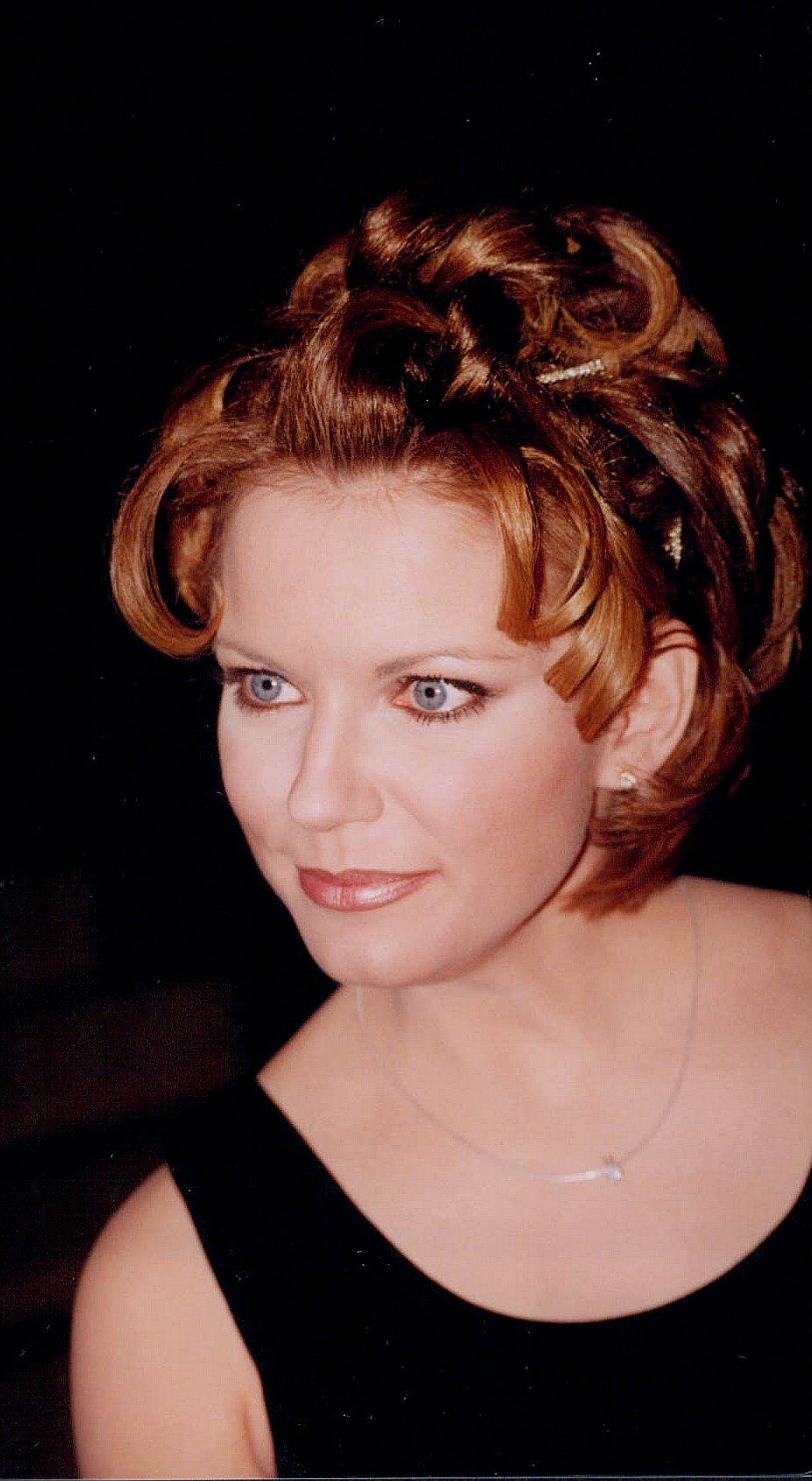
マルティナ・マクブライド。1998年

- ラインダンス：フロアに整列し、一斉に同じステップを踏むダンス。振付師やダンス・インストラクターなどが創作した振りをステップ・シートにおこし、それが各地のナイトクラブ、ホンキートンクなどでそれぞれ広められる。曲ごとに振り付けが決まっていて全員がほぼ同じ振りをする。ステップには地域差があるが、エレクトリック・スライド（Electric Slide）などのステップがある。DJが曲中のMCで、ホットなカウガールたちのために次はヒップホップを、などと次の曲のステップを予告する場合もある。ドワイト・ヨーカムの「Crazy Little Thing Called Love」（クイーンの「愛という名の欲望」）や、ビッグ&リッチの「セイヴ・ア・ホース」、シャナイア・トゥエインの「エニィ・マン・オブ・マイン」、ビリー・レイ・サイラスの「エイキー・ブレイキー・ハート」、トレイシー・バードの「ウォーター・メロン・クロウル」 などが、ライン・ダンスの人気曲としてあげられる[21]。また、黒人ラッパーのカウボーイ・トロイのように、MVの中で踊られているステップを公開している者もいる。
- ツーステップ（Two-Step）：男女のペアで踊るカップルダンスの一つ。
男女が「クイック、クイック、スロー、スロー」のリズムでダンスフロアをドーナツ状に時計回りし踊る、社交ダンスに似たもの。 このツーステップ以外にもワルツ、ウエスタン・スウィング、ポルカ、チークダンス（Slow dance）、それにラインダンスのように振りやステップが決まっているカップルダンスなど、男女のペアで踊るダンスが存在する。

## 歴史

### 6世代に亘るカントリー・ミュージック
約300年前、ヨーロッパからの移民が北アメリカのアパラチア山脈南部に音楽と共にやってきた。カントリー・ミュージックは「南部の一大事件として世界に紹介された」。1920年代初頭、第1世代として、カントリーのミュージシャンが最初にプロとして活躍するのにアトランタのミュージック・シーンが大きな役割を担った。1923年頃、フィドリン・ジョン・カーソンがオーケー・レコードからヒルビリー・ミュージックのレコードを出版し、続いて1924年、サマンサ・バンガーナーがコロムビア・レコードから、1927年、カーター・ファミリーとジミー・ロジャーズがRCAレコードから出版した。1920年代、クリフ・カーライルなどを含む多くのヒルビリー・ミュージシャンがブルースを収録した。
1930年代から1940年代の第2世代、ラジオが娯楽として人気になり、南部を中心に北はシカゴ、西はカリフォルニア州までカントリー・ミュージックに合わせて「バーン・ダンス」を踊るようになった。重要なのは、1925年にテネシー州ナッシュビルのWSM で『グランド・オール・オープリー』が始まり、21世紀も続いていることである。1930年代と1940年代、1920年代から収録されたカウボーイ・ソングやウエスタン・ミュージックがハリウッドで製作された映画で使用されて人気が高まった。グレートプレーンズ出身のボブ・ウィルスは「ホット・ストリング・バンド」のリーダーとして人気を博し、西部劇の映画にも出演した。彼のカントリーとジャズをミックスしたスタイルはダンス・ホールで流されるようになり、ウエスタン・スウィングとして知られるようになった。1938年、ウィルスはバンドに初めてエレクトリック・ギターを取り入れたカントリー・ミュージシャンとなった。1939年、カントリー・ミュージシャンはブギを収録するようになり、ジョニー・バーフィールドが『Boogie Woogie 』を収録し、カーネギー・ホールで演奏した。
1950年代から1960年代の第3世代が第二次世界大戦終戦後に開始し、『グランド・オール・オープリー』でロイ・エイカフに紹介されたレスター・フラットとアール・スクラッグスと共に登場したビル・モンローにより演奏されたマウンテニア・ストリング・バンド・ミュージックがブルーグラスとして知られるようになった。カントリー・ミュージックの中でもゴスペルの人気は健在であった。特にテキサス州やオクラホマ州の貧困白人の間ではギター、ベース、ドブロ、スティール・ギター、ドラムを使用したベーシックなアンサンブルや様々なムードのシンプルで粗野な音楽が人気があった。これがウエスタン・スウィングやメキシコや国境近くのランチェラをルーツにホンキートンクとして知られるようになった。1950年代初頭までにウエスタン・スウィング、カントリー・ブギ、ホンキートンクが多くのカントリー・バンドで演奏されるようになった。1950年代にはカントリー・ファンの間ではロカビリーが最も人気となり、1956年は「ロカビリーの年」と呼ばれた。1950年代中期から1960年にかけてテネシー州ナッシュビルがナッシュビル・サウンドで数100万ドルを生み出す産業中心地となった。1960年代後期、伝統主義者はこの反動で別のジャンルに派生した。ブリティッシュ・インヴェイジョンの影響で多くの人々が古いタイプのロックンロールを好むようになった。それと同時にナッシュビルで生産されるカントリーへの熱狂も薄れてきた。この結果カントリーロックというジャンルが生まれた。
1970年代から1980年代の第4世代、ナッシュビル・サウンドの派生であるフォーク・ミュージックをルーツとするアウトロウ・カントリー、ポップ・カントリーが人気となった。1972年から1975年、歌手でギター奏者のジョン・デンバーがカントリーとフォークを融合した数々のヒット曲を生み出した。1980年代初頭、カントリー・アーティストの曲がポップ・チャートに登場し続けた。1980年、ネオカントリーが人気となった。1980年代中期、ラジオやチャートで伝統的な曲への回帰が起こり、多くの新人アーティストの洗練されたカントリー・ポップは流されなくなった。
1990年代の第5世代、カントリー・ミュージックはガース・ブルックスの人気に乗って、売り上げを伸ばした。1990年代から2000年代初頭、ディクシー・チックスが最も人気のある女性カントリー・グループの1つとなった。2000年代以降の代表的な女性カントリー・シンガーの一人に、キャリー・アンダーウッドがいる。2000年代後期および2010年代初頭、カントリーでのロックの影響は顕著になった。パンクとカントリーの融合のパイオニアは、ロング・ライダーズなどの1980年代の南カリフォルニアのカウパンク・バンドであった。ヒップホップもカントリー・ミュージックと融合し、カントリー・ラップとなった。この時期にヒットしているカントリー曲はレディ・アンテベラム、フロリダ・ジョージア・ライン、テイラー・スウィフトなどのカントリー・ポップである。

### 1920年代、第1世代: 源流と成立

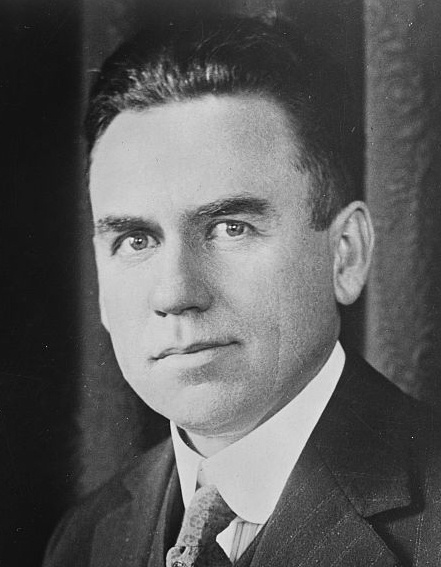
ヴァーノン・ダルハート

北米大陸へ移住してきたアイルランド・スコットランド・イングランドなどを中心とした移民が持ち込んだ音楽や、東欧からの移民が持ち込んだヨーデル、ポルカなどがアパラチア山脈一帯やアメリカ北東部からアメリカ南部にかけての山岳丘陵地帯の農村などで様々な音楽の影響を受け、オールドタイム・ミュージックやヒルビリー・ミュージックと呼ばれるアメリカ民謡の基礎を形成する。 それが19世紀後半の鉄道網の発達、蓄音機の発明、20世紀前半のラジオの普及になどにともなって北米大陸全土に広まり、その伝統民謡的な部分を保ち続け1940年代にビル・モンロー（Bill Monroe）等により確立された民謡スタイルの音楽をブルーグラスと呼び、逆に様々な音楽を取り入れ大衆音楽化して、変化し続けているタイプの音楽をカントリー・ミュージックと呼ぶ。
1920年代初頭、多くのアパラチア山脈の人々がアトランタの紡織工場に働きにやってきて音楽をもたらし、アトランタの音楽シーンはカントリーの初期の歴史の重要な役割を担った。アトランタは約20年間、レコード産業の中心地、約40年間、ライヴ活動の中心地となり、1950年代にはローカル・テレビ局で最初のカントリー番組が放送された。
アトランタのいくつかのレコード会社は農業労働者向けの音楽としてフィドリン・ジョン・カーソンなどの初期のアーティストを受け入れなかった。1922年6月30日に収録され、1923年4月に出版されたフィドル奏者のヘンリー・ギリランド&エック・ロバートソンによる『Arkansas Traveler 』と『Turkey in the Straw 』がカントリーで最初の商業的レコーディングとされている。1924年頃からコロムビア・レコードは15000D "Old Familiar Tunes"シリーズのヒルビリー・ミュージックのレコードを出版し始めた。
1923年6月14日、フィドリン・ジョン・カーソンはオーケー・レコードで『Little Log Cabin in the Lane 』を収録した。1924年5月、『Wreck of the Old 97 』でヴァーノン・ダルハートが全米で有名な最初のカントリー歌手となった。B面の『Lonesome Road Blues 』もとても人気になった。1924年4月、サマンサ・バンガーナーがバンジョー音楽を録音し、最初の女性カントリーミュージシャンとなった。
約10年間、1930年代に入るまでクリフ・カーライルなどの多くのヒルビリー・ミュージシャンは「ブルース」の曲を収録してきた。この時期の他の重要なプロのアーティストにはライリー・パケット、ドン・リチャードソン、フィドリン・ジョン・カーソン、アンクル・デイヴ・メイコン、アル・ホプキンス、アーネスト・ストンマン、チャーリー・プール・アンド・ノース・カロライナ・ランブラーズ、ザ・スキレット・リッカーズなどがいる。西海岸でジミー・タールトンが著名なハワイのギタリストであるフランク・フェレラと出会い、1922年頃からスティール・ギターがカントリー・ミュージックで使われるようになった。
1930年代に活躍したジミー・ロジャースやカーター・ファミリーなどがカントリー・ミュージシャンの初期の重要人物とされている。1927年8月1日、テネシー州ブリストルで行われた、タレント・スカウトで録音技術士のラルフ・ピアが同席した歴史的なブリストル・セッションで彼らの曲が初めて収録された。2000年の映画『オー・ブラザー!』でこの当時の似た出来事を描写したシーンがある。
ロジャーズはヒルビリー、ホワイト・ゴスペル、ディキシーランド・ジャズ、ブルース、カントリー、フォークを融合し、『Blue Yodel 』などのヒット曲を作曲し、100万枚以上を売り上げ、初期のカントリー・ミュージックの創始者といわれている。
1927年初頭から約17年間、カーター・ファミリーは300曲もの古いバラード、伝統的な曲、カントリー曲、ゴスペル聖歌を収録し、それらはアメリカ南東部の文化の代表となっている。

### 1930 - 1940年代、第2世代
世界恐慌の影響でレコードの売上は減少した。ラジオが娯楽としての人気が上がり、南部から北はシカゴ、西はカリフォルニアまでカントリー・ミュージックを使った「バーン・ダンス」の番組が放送された。

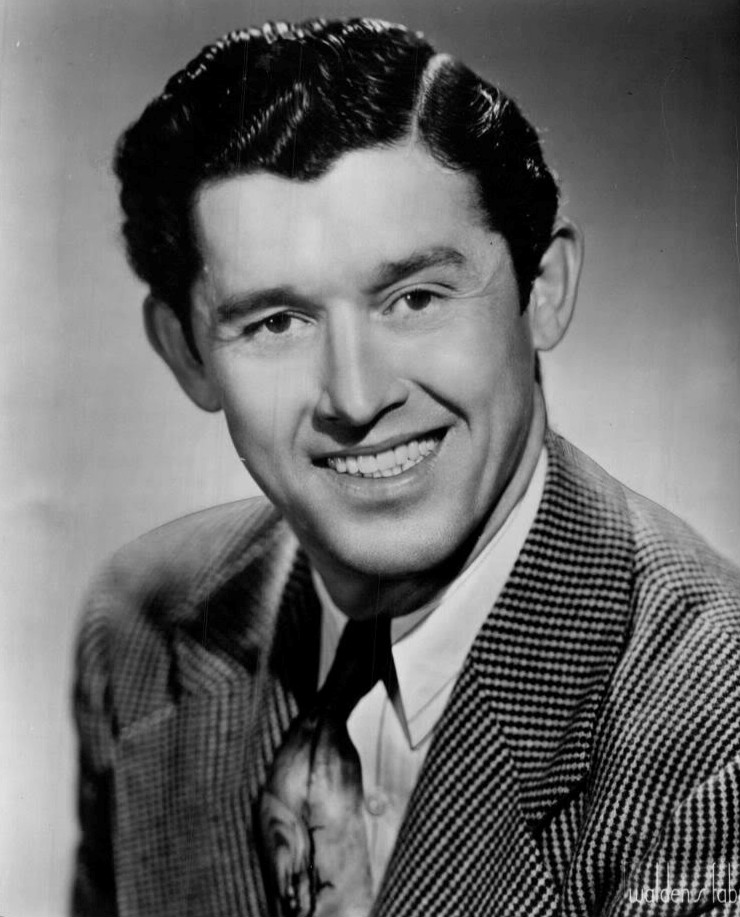
ロイ・エイカフ

既述の通り、1925年にテネシー州ナッシュビルのWSMが『グランド・オール・オープリー』の放送を開始し、21世紀も続いている。『オープリー』の初期のスターにはアンクル・デイヴ・メイコン、ロイ・エイカフ、アフリカ系アメリカ人ハーモニカ奏者デフォード・ベイリーなどがいる。1934年当時、WSMの5万ワットのシグナルにより、全米で聴くことができることもあった。
多くのミュージシャンが様々な形態で演奏および収録を行なった。例えばムーン・ムリカンはウエスタン・スウィングで演奏していたが、ロカビリーでの収録も行なっていた。1947年から1949年、カントリー・クルーナーのエディ・アーノルドは8曲がトップ10にランクインした

#### シンギング・カウボーイおよびウエスタン・スウィング

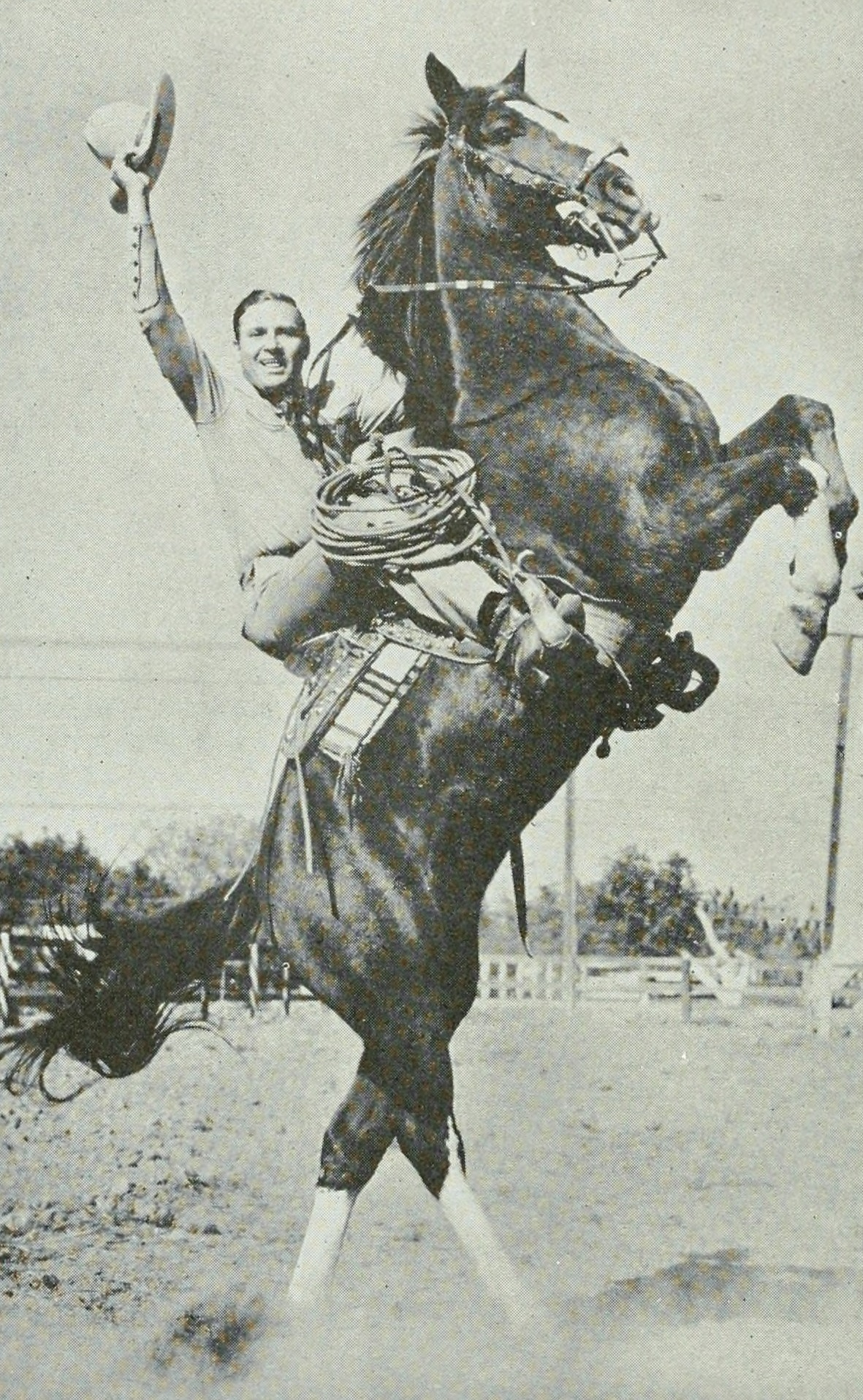
ジーン・オートリーはカントリー・ミュージックの発展にジミー・ロジャーズに次いで貢献したと評価されている

1930年代から1940年代、1920年代から収録されてきたカウボーイ・ソングまたはウエスタン・スウィングがハリウッドで製作される映画で人気が上がった。当時人気のあったシンギング・カウボーイにはジーン・オートリー、サンズ・オブ・ザ・パイオニアズ、ロイ・ロジャースなどがいる。カントリー・ミュージックとウエスタン・ミュージックは同じラジオ局で放送されることがあり、「カントリー・アンド・ウエスタン」という言葉が生まれた。
カウボーイだけでなく、カウガールが参加する家族バンドも存在した。パッツィ・モンタナは『I Want To Be a Cowboy's Sweetheart 』で女性アーティストの活動の場を広げた。これは女性にもソロとしてのキャリアを伸ばす機会が与えられる革命的な出来事となった。グレートプレーンズ出身のボブ・ウィルスは「ホット・ストリング・バンド」のリーダーとしてとても人気があり、西部劇の映画にも出演した。ダンス・ホール音楽としてスタートした彼のカントリーとジャズをミックスしたスタイルはウエスタン・スウィングとして知られるようになった。スペイド・クーリーやテックス・ウイリアムズもとても人気があり、映画にも出演していた。ウエスタン・スウィングの人気の高さはビッグバンド・スウィング・ミュージックの人気に匹敵するものであった。

#### 楽器の変遷
ボブ・ウィルスは1934年から1964年までテキサス・プレイボーイズのリーダーをつとめ、レスポールの友人でもあった。初期のカントリー・ミュージシャンにはドラムは騒々しいとして敬遠されていたが、1935年、ウエスタン・スウィング・ビッグバンドであるテキサス・プレイボーイズのリーダーのボブ・ウィルズはドラムを取り入れた。1940年代中期、『オープリー』はプレイボーイズがドラムを使用することを受け入れなかった。1955年までにロカビリーではドラムを使用することが普通になっていたが、『オープリー』ほど保守的でない『ルイジアナ・ヘイライド』は1956年にはまれにドラムを使うことがあった。
1938年、ボブ・ウィルスはカントリーで初めてエレクトリック・ギターをバンドに追加した。10年後の1948年、アーサー・ギター・ブギ・スミスはMGMレコードから『Guitar Boogie 』でカントリー・チャートのトップ10だけでなくポップ・チャートでもクロスオーバー・ヒットし、エレクトリック・ギターの将来性を提示した。数十年、ナッシュビルのスタジオ・ミュージシャンはギブソンやグレッチのアーチトップの温かみのある音を好んでいたが、1950年代初頭より、「ホットな」フェンダーの音がカントリーの特徴的なギターの音として浸透した。

#### ヒルビリー・ブギ
1939年、ジョニー・バーフィールドがカーネギー・ホールで『Boogie Woogie 』を演奏すると、カントリー・ミュージシャンはブギの収録を始めた。これらは当初「ヒルビリー・ブギ」「オーキー・ブギ」(のちに「カントリー・ブギ」と改名)と呼ばれ、1945年後期から流行り始めた。この当時の代表曲はデルモア・ブラザーズの『Freight Train Boogie 』などで、ロカビリーの前の、カントリー・ミュージックとブルースの展開の1つとされている。1948年、アーサー・ギター・ブギ・スミスがMGMレコードからの『Guitar Boogie 』や『Banjo Boogie 』でカントリー・チャートのトップ10にランクインし、ポップ・チャートでもクロスオーバー・ヒットした。他のカントリー・ブギのアーティストにはメリル・ムーアやテネシー・アーニー・フォードなどがいる。1950年代までヒルビリー・ブギの人気は続き、21世紀にもカントリーの多くのサブ・ジャンルの1つとされている。

#### ブルーグラス、フォーク、ホワイトゴスペル
第二次世界大戦終結前、『オープリー』においてロイ・エイカフにより紹介されたレスター・フラットとアール・スクラッグスにビル・モンローが参加し、「マウンテニア」・ストリング・バンドの音楽はブルーグラスと融合した。ゴスペルもカントリー・ミュージックの一部として人気があった。大戦後最大のカントリー・スターであったレッド・フォリーは『Peace in the Valley 』でゴスペルで初の100万枚の売り上げを達成し、ブギ、ブルース、ロカビリーも歌った。
戦後、カントリー・ミュージックは商取引の場では「フォーク」、音楽産業業界では「ヒルビリー」と呼ばれた。1944年、『ビルボード』誌は「ヒルビリー」を「フォーク・ソング・アンド・ブルース」と記し、1949年には「カントリー」または「カントリー・アンド・ウエスタン」と記すようになった。

#### ホンキートンク

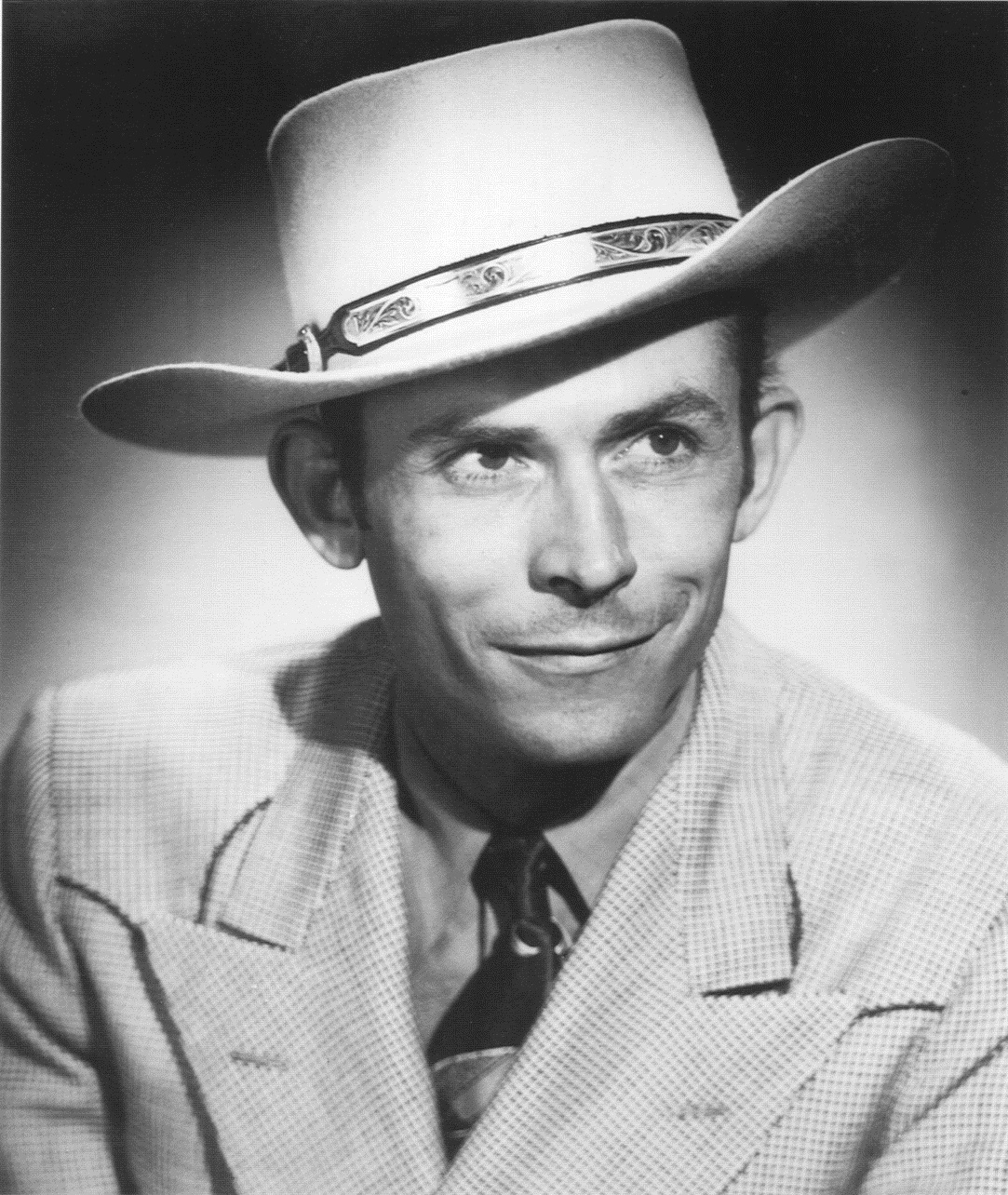
ハンク・ウイリアムズ

テキサス州やオクラホマ州の貧困白人の間で、ギター、ベース、ドブロまたはスティール・ギター、ドラムを使用したベーシックなアンサンブルや様々なタイプの粗野な音楽が人気となった。これらは特にテキサス州で南部のブルースと共に、ウエスタン・スウィング、メキシコや国境近くのランチェラをルーツとしたホンキートンクとして知られるようになった。ボブ・ウィルズと彼のバンドであるテキサス・プレイボーイズはこの音楽について「これを少し、あれを少し、黒人音楽を少し、白人音楽を少し…考えすぎない程度に、ウイスキーを注文できる程度にうるさい」と解説した。テキサス州東部出身のアル・デクスターは『Honky Tonk Blues 』を、また7年後に『Pistol Packin' Mama 』をヒットさせた。アーネスト・タブ、キティ・ウェルズ(初のメジャーな女性カントリー・ソロ歌手)、テッド・ダファン、フロイド・ティルマン、マドックス・ブラザーズ・アンド・ローズ、レフティ・フリッツェル、ハンク・ウィリアムズなど、これらの「ホンキートンク」の曲は酒場で流行り、のちに「トラディショナル」・カントリーと呼ばれるようになった。ジョージ・ジョーンズなどのホンキートンク・スターが新たに誕生する一方で、特にウィリアムズなどがチャック・ベリーやアイク・ターナーと同様にエルヴィス・プレスリーやジェリー・リー・ルイスなどのロックンロールの多くのパイオニアに多大な影響を与えた。1950年代、ウェブ・ピアースは13曲のシングルが計113週第1位を獲得し、常にチャートのトップに君臨するカントリー・アーティストとなった。約10年間で48曲がチャート入りし、うち31曲がトップ10に、さらにそのうち26曲が第4位以内に入った。

### 1950 - 1960年代、第3世代
1950年代中盤にも、R&B、ジャズ、ブルース、ゴスペルといった黒人音楽との融合が行われ、ロックンロールのキング、エルヴィス・プレスリーに代表される、ロカビリー（ロックとヒルビリーの融合）スタイルのミュージシャンを多く生み出した。さらにスウィングやブギといったジャズのリズムを取り入れることにも成功、カントリー自体が様々な方向へと多様化・細分化し始める。 また、このころを境に、民謡やヒルビリー（丘陵地帯の田舎者）音楽という概念は薄れ始め、ソフトなラブソングやバラードなどで女性的、または都会的なイメージを強調する路線や、男性は馬ではなくピックアップトラックやトラクターを運転する現代的なカウボーイやレッドネック（南部の粗野な田舎者）のイメージ、さらにロカビリーの影響でアウトローを強調するジャンルも追加された。 そして1960年代にはフォーク・リヴァイヴァル・ムーブメントの影響もあり、カントリーの人気がさらに盛り上がる。この頃から“聖地”ナッシュビルとは別に、カリフォルニア州ベーカーズフィールドやテキサス州などから新しいサウンドが生まれ新たな流れを作り始めた。バック・オーウェンス・アンド・ヒズ・バッカルーズはその代表的な存在であり、カントリーとは無縁なクラシックの“聖地”カーネギー・ホールでコンサートを行い、大成功を収めた。
1950年代初頭までに、ウエスタン・スウィング、カントリー・ブギ、ホンキートンクの融合が多くのカントリー・バンドにより演奏されるようになった。1950年代後期、南西部やメキシコ北部のカウボーイ・バラードやテハノ・ミュージックの影響を受けたウエスタン・ミュージックは人気が最高潮となった。特に1959年9月にマーティ・ロビンズにより収録された『El Paso 』が知られている。カントリー・ミュージック・シーンは楽器編成や起源の類似にかかわらず、フォーク・リバイバルとフォークロックは距離を保っていた。例えばバーズが『オープリー』に出演した際は観客からヤジが飛んだ。大きな問題はロックが、まだ反体制の音楽だったことである。ボブ・ディラン、ジョン・デンバー、クリス・クリストファーソンはフォークとカントリーを融合した。
1950年代中期、カントリー・ミュージックの新たなスタイルが人気となり、のちにロカビリーと呼ばれるようになった。

#### ロカビリー
1950年代、カントリー・ファンの間でロカビリーは最も人気があり、1956年は「ロカビリーの年」とも呼ばれた。ロカビリーはロックンロールとヒルビリー・ミュージックの合成語である。この頃、当時音楽業界で大きな役割を担っていたエルヴィス・プレスリーがカントリー・ミュージック界に進出した。56年の『ビルボード』ポップの「年間チャート」の第4位はプレスリーの『ハートブレイク・ホテル』、第21位はカール・パーキンスの『ブルー・スエード・シューズ』だった。

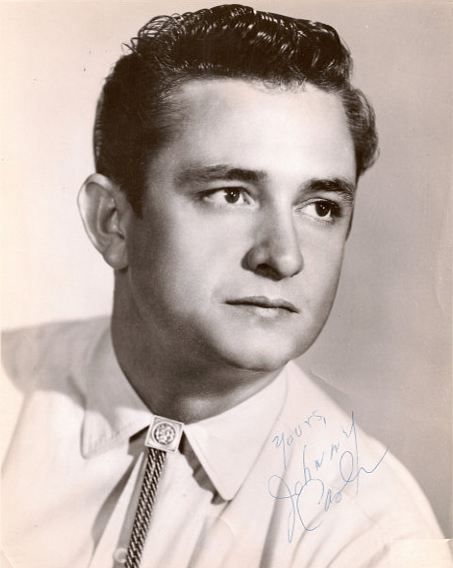
ジョニー・キャッシュ

1958年、プレスリーの『Don't（ドントまずいぜ）』が年間第7位となった。プレスリーはリズム・アンド・ブルースの影響を受けており、彼のスタイルについて彼は「私が物心つく前から有色人種の方々が演奏してきたものを今私がやっているだけ」と語った。しかし彼はさらに「私のスタイルはカントリーをテンポよくしただけ」とも語っている。数年の間で多くのロカビリー・ミュージシャンが流行りのスタイルに回帰し、それ以外の者が独自路線を確立した。
1955年から1960年、ミズーリ州スプリングフィールドからテレビ局ABCおよびラジオの『Ozark Jubilee 』が全米放送され、カントリー・ミュージックの番組が増えた。1956年、ウェブ・ピア-スは「昔々、ニューヨークなどではカントリーは売れなかった。現在テレビ局は私たちをどこにでも連れて行き、カントリーのレコードは大都市を含めてどこでも売られるようになった」と語った。
1950年代後期、レイ・プライス、マーティ・ロビンズ、ジョニー・ホートンなどの伝統的なアーティストが、ポップなヒットも発表するようになった。

#### ナッシュビル・サウンドおよびカントリーポリタン・サウンド
1950年代中期から1960年代初頭をピークに、ナッシュビル・サウンドがテネシー州ナッシュビルを数百万ドルのカントリー・ミュージック産業の中心地にした。チェット・アトキンス、ポール・コウエン、オウエン・ブラッドリー、ボブ・ファーガソン、のちにビリー・シェリルなどのプロデューサーの指示のもと、様々な趣向の観客にカントリー・ミュージックを届け、商業的に落ち着いてきたカントリー・ミュージックの再建に加担した。
1950年代からこのサブジャンルは、派手で洗練されたヴォーカル、弦楽器やコーラスのいるバンドでポップのスタイルを汲むようになった。楽器演奏の「リック」のソロはあまり主張しないようになった。このジャンルの著名なアーティストにはジム・リーヴズ、スキータ・デイヴィス、ザ・ブラウンズ、パッツィー・クライン、エディ・アーノルドなどがいる。スタジオ・ミュージシャンのフロイド・クレイマーの「スリップ・ノート」のピアノ奏法はこのスタイルの重要な要素であった。
ナッシュビルのポップ・ソングの構成はより認知され、「カントリーポリタン」と呼ばれる形式に変容した。カントリーポリタンは市場の主流を直に狙い、1960年代後期から1970年代初頭まで売上を伸ばした（ただしこの時代、ブリティッシュ・インヴェイジョンによりアメリカのポピュラー音楽は打撃を受けた）。主なアーティストにはタミー・ワイネット、リン・アンダーソン、チャーリー・リッチや元「ハード・カントリー」のレイ・プライス、マーティ・ロビンズなどがいる。ナッシュビル・サウンドの台頭にも関わらず、ロレッタ・リン、マール・ハガード、バック・オウエンズ、ポーター・ワゴナー、ソニー・ジェイムズなどトラディショナル・カントリーのアーティストも活躍した。

#### カントリー・ソウル
1962年、ジャズ・ソウルのレイ・チャールズがカントリーのアルバムを制作し、シングル『I Can't Stop Loving You 』、アルバム『Modern Sounds in Country and Western Music 』を出版し、『ビルボード』誌のポップ・チャートで第1位および年間チャートで第3位を獲得した　ほかにチャーリー・プライド、ボビー・ウーマック、ビヨンセらのアフロアメリカン歌手が、カントリー・アルバムを発売している。

#### ベイカーズフィールド・サウンド
カリフォルニア州ロサンゼルスから北北西112マイル (180 km)のベイカーズフィールドを発祥とする、ウエスタン・スウィングの流れを汲むハードコア・ホンキートンクの新たなジャンルが広がってきた。西海岸居住歴のあるボブ・ウィルズ、レフティ・フリッツェルの影響により、1966年までにベイカーズフィールド・サウンドと呼ばれるようになった。この時代のカントリーの他のサブジャンルよりもフェンダー・テレキャスターなどのエレクトリックな楽器やアンプを使用し、シャープでハードで力強く、シンプルで最先端の音であった。このスタイルのミュージシャンにはバック・オウエンズ、マール・ハガード、トミー・コリンズ、ゲイリー・アラン、ウィン・スチュワートなどがいたが、それぞれが違ったスタイルであった

#### 60sヒット
1960年代には、スキーター・デイヴィス「エンド・オブ・ザ・ワールド」、ビリー・ジョー・ロイヤル「ダウン・イン・ザ・ブーンドックス」、ジェニーCライリー「ハーパーヴェレーPTA」、ボビー・ゴールズボロ「ハニー」などのポップ・カントリー・ヒットが生まれた。

### 1970 - 1980年代、第4世代

#### 70sヒット
1970年代にはリン・アンダーソン「ローズ・ガーデン」、ジョン・デンバー「カントリー・ロード」、マック・ディヴィス「ドント・ゲット・フックト・オン・ミー」、ビリースワン「アイ・キャン・ヘルプ」、チャーリー・リッチ「ザ・モスト・ビューティフル・ガール」、マイケル・マーフィー「ワイルド・ファイア」、スターランド・ヴォーカル・バンド「アフタヌーン・ディライト」、クリスタル・ゲイル「瞳のささやき」などが、ポップ・チャートでもヒットした。

#### カントリー・ロック
カントリーが様々なジャンルに分化した結果、派生ジャンルが生まれた。ブリティッシュ・インヴェイジョンの後、古い体系のロックに回帰するようになった。同時にナッシュビルで生産されるカントリーへの熱狂が減少してきた。このクロスオーバーしたジャンルがカントリーロックとして知られるようになった。
1960年代末から1970年代に流行したこの新しいスタイルの初期の導入者には、カントリーへ回帰した第一人者のボブ・ディランなどがおり、1967年にアルバム『ジョン・ウェズリー・ハーディング』を出し、次の『ナッシュヴィル・スカイライン』はよりカントリー色が濃いアルバムとなった。続いてC.C.R.、イーグルス、ブルーリッジ・レインジャーズ、ジョン・フォガティ、バーズ、グラム・パーソンズの『ロデオの恋人』、フライング・ブリトー・ブラザーズ（グラム・パーソンズが所属）、ニュー・ライダーズ・オブ・ザ・パープル・セイジ、ニッティ・グリッティ・ダート・バンド、グレイトフル・デッド、ニール・ヤング、コマンダー・コディ、オールマン・ブラザーズ・バンド、マーシャル・タッカー・バンド、ポコ、バッファロー・スプリングフィールド、ベアフット・ジェリー、グラインダースウィッチ、オザーク・マウンテン・デアデビルズ、エグザイル(USA)などが続いた。イーグルスは「テキーラ・サンライズ」(1973)や「いつわりの瞳」(1975)でカントリー・サウンドを聴かせた。ローリング・ストーンズも楽曲「カントリー・ホンク」(1969)「ワイルド・ホーセズ」(1971)「ファー・アウェイ・アイズ」(1978)やアルバム『Dead Flowers 』でカントリーを取り入れた。
オールミュージックに、カントリー・ロックの父と称されたグラム・パーソンズの1970年代初頭の作品はその新鮮さと伝統的カントリー・ミュージックへの敬意で評価された。1973年に突然亡くなった彼の遺志は友人でデュエット・パートナーでもあったエミルー・ハリスに引き継がれた。1975年にハリスはカントリー、ロックンロール、フォーク、ブルース、ポップを融合してソロ・デビューした。
カントリーとロックという対局する2つのジャンルが融合し、その結果サザン・ロック、ハートランド・ロックが生まれ、その後オルタナティヴ・カントリーが生まれた。その後数十年の間にジュース・ニュートン、アラバマ、シャナイア・トゥエイン、ブルックス&ダン、フェイス・ヒル、ガース・ブルックス、ドワイト・ヨアカム、スティーヴ・アール、ドリー・パートン、ロザンヌ・キャッシュ、リンダ・ロンシュタットなどがカントリー・ロックの影響を受けた作品を発表した。
ビートルズのリンゴ・スターもカントリー好きを公言し、バック・オーデエンスの「アクト・ナチュラリー」をレコーディングし、ビートルズ解散後にナッシュビルに渡米し、「カントリー・アルバム」を発表した。しかし、取り上げたのはカントリーのスタンダードではなくナッシュビルの無名の作品を取り上げたものだった。

#### ウエスタン・ミュージックとカウボーイ・バラードの衰退
1960年代中期から70年代まで、ウエスタン・ミュージック、特にカウボーイ・バラードの人気は下降していった。このプロセスにおいて、カントリー・アンド・ウエスタンのジャンルはサウスウエスタン、テハノの影響を失った。1970年代、テキサス州やオクラホマ州からカウボーイ・バラードやホンキートンクは再解釈されて復活し、ウィリー・ネルソンやウェイロン・ジェニングスらの「アウトロウ・カントリー」へとつながっていった。
ブームの終焉により、1970年代に入るとカントリーは田舎の保守的な音楽と見られる傾向にあった。しかしイーグルス（Eagles）やクリーデンス・クリアウォーター・リバイバル、ジョン・デンバー（John Denver）、マーシャル・タッカー・バンド、ケニー・ロジャース、クリスタル・ゲイル、スターランド・ヴォーカル・バンド、ハリー・チェイピン、ビリー・スワン、クリス・クリストファーソン、ベラミー・ブラザーズなど、カントリーの流れを受け継ぐポップ、ロック系やフォーク系のアーティストたちが活躍したことにより、人気を保ち続けることができた。
1980年代に入ると、ロナルド・レーガンによる共和党政権の復活もあり、カントリー人気が復活し、1990年代から21世紀に至るまで、アメリカ白人の間で人気のある音楽ジャンルに位置づけられている。その後、ネオ・トラディショナル・カントリーと呼ばれるカントリーのジャンルも誕生した。ジョージ・ストレイト、リーバ・マッキンタイア、ランディ・トラヴィス、ドワイト・ヨーカムら が、このジャンルの代表的なシンガーである。

#### アウトロウ・カントリー
レイ・プライス(彼のバンドであるチェロキー・カウボーイズにはウィリー・ネルソン、ロジャー・ミラーが所属)を代表とする1950年代後期から1960年代の伝統的なウエスタンとホンキートンクに由来し、サブカルチャーを無視するアメリカに対する怒りをミックスしたカントリー・ミュージックの革命的なジャンルをアウトロウ・カントリーと呼ぶようになった。主流のカントリーに共和党支持者が多いのに対して、アウトロウ・カントリー、オルタナ・カントリーの音楽家には、民主党支持者が目立つ。ウィリー・ネルソン、ジョニー・キャッシュは、民主党支持者であることが明らかになっている。

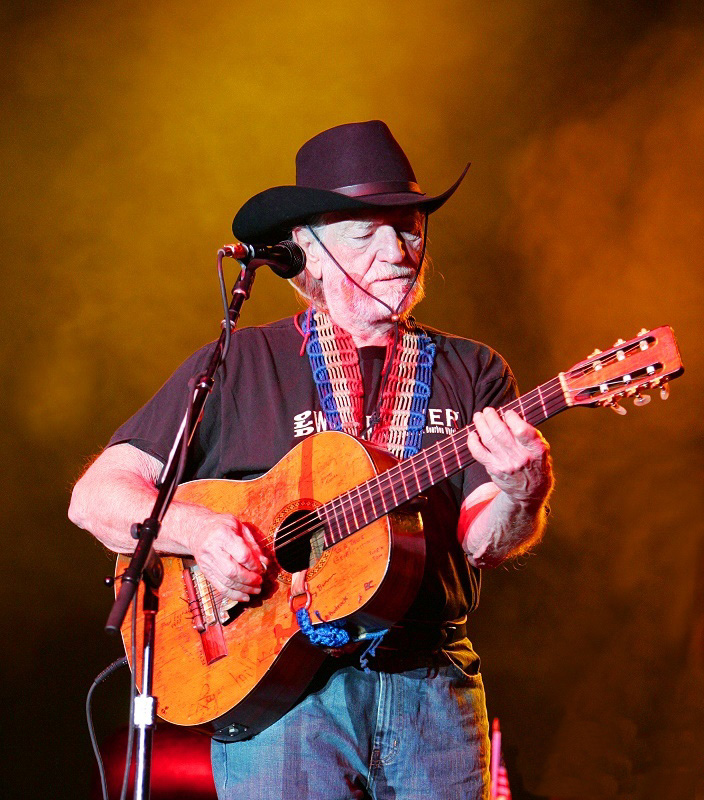
ウィリー・ネルソン

ウィリー・ネルソンは「1970年代初頭に私がナッシュビルを離れた後、私はテキサス州かオクラホマ州辺りに住んで、演奏したい曲を落ち着いて演奏したかった。ウェイロンと私は大学の頃からアウトロウのイメージがあり、レコード販売を始めて私たちはそれでよかった。アウトロウであること全ては音楽と関係なく、時々記事に書かれるように若者たちは「クール」だと言う。そして聴き始める」と語った。
アウトロウ・カントリー分野ではジョニー・キャッシュ、クリス・クリストファーソン、ウィリー・ネルソン、ウェイロン・ジェニングスらが中心となって活動した。ジェリー・ジェフ・ウォーカー、デイヴィッド・アラン・コー、Whitey Morgan and the 78's 、ジョン・プライン、ビリー・ジョー・シェイヴァー、ゲイリー・スチュワート、タウンズ・ヴァン・ザント、クリス・クリストファーソン、マイケル・マーフィーらも、このジャンルの歌手である。女性歌手は少なく、ジェシ・コルター、サミィ・スミス、タニヤ・タッカー、ローザンヌ・キャッシュなどがいた。彼らの曲は1976年のアルバム『Wanted! The Outlaws 』に収録された。またこのサブジャンルに「レッド・ダート・ミュージック」がある。

#### カントリー・ポップ

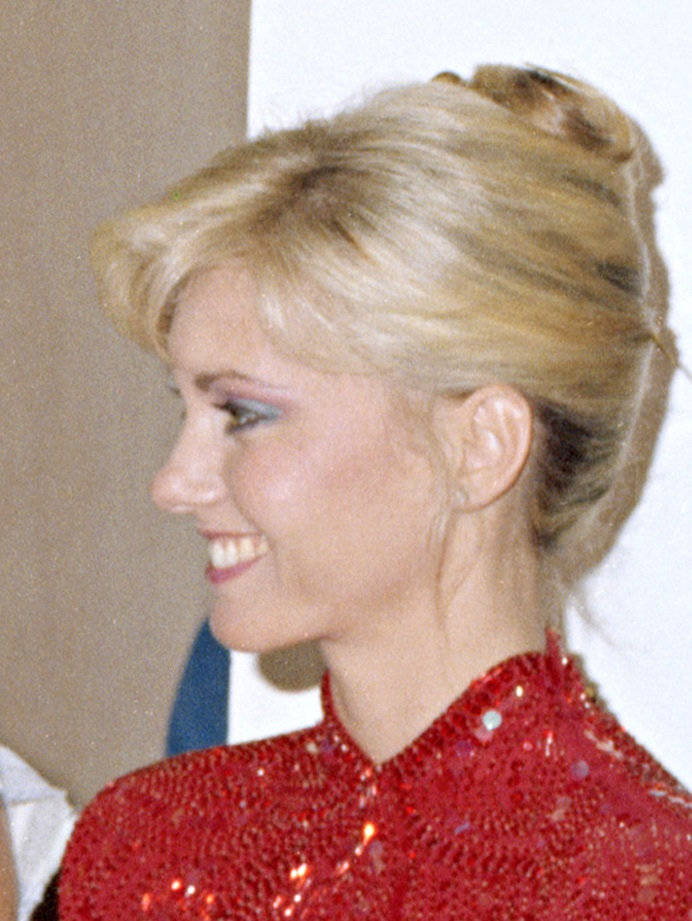
オリビア・ニュートン＝ジョン

1975年、作家のポール・ヘンフィルは『Saturday Evening Post 』で「カントリー・ミュージックはもはや本物のカントリーではなく、アメリカの人気のある音楽全ての融合と言っても過言ではない」と語った
1970年代にフォークやポップをルーツとするカントリー・ポップ（ポップ・カントリー）というサブジャンルが登場した。当初トップ40ラジオに登場するカントリー・ミュージックの曲やアーティストに関のちによりアダルト・コンテンポラリー・ミュージックとのクロスオーバーに近づいた。フォーク、ルーツ寄りのボビー・ジェントリーのほか、グレン・キャンベル、ジョン・デンバー、オリビア・ニュートン＝ジョン、アン・マレー、マリー・オズモンド、B・J・トーマス、ベラミー・ブラザーズ、リンダ・ロンシュタットなどのポップな歌手の曲がポップ・チャートでもヒットするようになった。
1972年から1975年の間、歌手でギター奏者のジョン・デンヴァーがカントリーとフォーク・ロックのブレンドで『Rocky Mountain High 』、『Sunshine on My Shoulders 』、『Annie's Song 』、『Thank God I'm a Country Boy 』、『I'm Sorry 』など数々の大ヒット曲を生産し、1975年、CMAアワードの最高賞であるエンターテイナー・オブ・ザ・イヤーを受賞した。前年、オーストラリアのポップ歌手であるオリヴィア・ニュートン・ジョンがCMAアワードの女性ヴォーカリスト賞を受賞していた。ジョージ・ジョーンズ、タミー・ワイネットなどのナッシュビルの伝統的カントリー・アーティストはこの新しいトレンドに不満であり、1974年にカントリー・エンターテイナー協会を組織したが短命に終わった。
1960年代後期からカントリーで高い成功をおさめていたドリー・パートンが、1970年代中期にポップ・ミュージックへのクロスオーバーを大々的に行ない、1977年に『Here You Come Again 』がカントリー・チャートで第1位、ポップ・チャートで第3位に達した。デュエット・パートナーのケニー・ロジャースは逆にポップ、ロック、フォーク・ミュージックで成功した後にカントリー・チャートへのランクインを目指し、同年『Lucille 』がカントリー・チャートで第1位、ポップ・チャートで第5位に達した。1980年代に入ってからもパートンとロジャースは共にカントリーとポップで成功し続けた。クリスタル・ゲイル、ロニー・ミルサップなどもポップ・チャートでの成功を果たした。

#### 80sヒット
1980年代初頭、一部のカントリー・アーティストはポップ・チャートでのヒットを獲得することに成功した。この時期、『ビルボード』誌のポップ・シングル・チャートで、オークリッジ・ボーイズの「エルヴァイラ」、ロニー・ミルサップの「ノー・ゲッティング・オーバー・ミー」、バーティ・ヒギンズの「キーラーゴ」、アラバマの「ラブ・イン・ザ・ファースト・ディグリー」がヒットした。さらに、ウィリー・ネルソンの「Always on My Mind」が1982年に第5位、『To All the Girls I've Loved Before 』が1984年に第5位、ジュース・ニュートンの『Queen of Hearts 』が1981年に第2位、『Angel of the Morning 』が1981年に第4位を獲得した。ほかに1980年晩秋にケニー・ロジャースの『レイディ、Lady」が第1位を獲得し、1981年初頭にドリー・パートンの『9 to 5 』とエディ・ラビットの『I Love a Rainy Night 』が第1位を獲得し、1983年にビージーズのBarry, Robin & Maurice Gibb が作曲したパートンとロジャースのデュエット『Islands in the Stream 』も第1位を獲得し、ポップとカントリーのクロスオーバーヒットを達成した。1980年代後半にはクロスオーバーでヒットした曲は少なくなり、1989年にはロイ・オービソンの『You Got It 』が唯一ポップ・チャートとカントリー・チャートの両方でトップ10にランクインした。レコード売上において、プラチナ認定バンドのアラバマが、ACMアワードで1980年代のアーティスト・オブ・ザ・ディケイドを受賞した。

#### ネオカントリー
1980年、映画『アーバン・カウボーイ』でチャーリー・ダニエルズ・バンドの『The Devil Went Down to Georgia 』などのより伝統的な曲とともに、「ネオカントリー・ディスコ・ミュージック」のスタイルの人気が上がった。関連するサブジャンルにはテキサス・カントリー・ミュージックがある。
1981年にはレコード店の売上が2億5千万ドルにまで跳ね上がり、1984年までにラジオ局900か所がカントリーやネオカントリー・ポップを専門に流すようになった。突然の流行であったが、1984年までには1979年の売上までに下がった。

#### トラック・ドライビング・カントリー
トラック・ドライビング・カントリー・ミュージックはカントリー・ミュージックのジャンルの1つであり、ホンキートンク、カントリー・ロック、ベイカーズフィールド・サウンドの融合ジャンルという見方もある。歌詞はトラック運転手のライフスタイルに焦点をあてていた。トラック・ドライビング・カントリーは、しばしばノベルティ・ソングや、トラック、女性、ジョーク、トイレなどについて歌われる。トラック・ドライビング・カントリーで知られるアーティストにはデイヴ・ダドリー、コマンダー・コディ、ジェリー・リード、C・W・マコール(ビル・フライズ)、デル・リーヴズ、ウイリス・ブラザーズなどがいる。ダドリーはトラック・ドライビング・カントリーの父として知られている。

#### ロード・ミュージック
厳密に分類すれば、トラックDカントリーとロード・ミュージックは異なるジャンルである。ロード・ミュージックとして知られる歌手にはウィリー・ネルソン、ロジャー・ミラー、シャーリー・アンド・スクワーリー（ノベルティ・ソング、ジャズ）、ボブ・ゲロッテ（ブルーアイド・ソウル）らがいる。ロード・ミュージックは、普通乗用車を運転するドライバー向けの音楽である。

#### ネオトラディショナル・ムーブメント
1980年代中期、多くの新人アーティストが洗練されたカントリー・ポップではなく、より伝統的な「ベーシックへの回帰」をしてラジオやチャートで人気が出るようになった。1986年、ランディ・トラヴィスがアルバム『Storms of Life 』でデビューして400万枚を売り上げ、1987年、『ビルボード』誌の年間カントリー・アルバム・チャートで第1位を獲得した。1980年代後半、多くのアーティストが伝統的ホンキートンク、ブルーグラス、フォーク、ウエスタン・スウィングなどを歌った。ネオトラディショナル・カントリーの特徴的なアーティストにはトラヴィス・トリット、キース・ウィットリー、アラン・ジャクソン、リッキー・スキャグス、パティ・ラヴレス、キャシー・マッティア、ジョージ・ストレイト、ザ・ジャッズなどがいる。

### 1990年代、第5世代
ポップやロックなどの影響を強く受け、若者を含めた幅広い世代の支持を得て、アメリカでは人気のある音楽ジャンルとなった。90年代にはトラヴィス・トリット「ロード・ハブ・マーシー・オン・ア・ワーキング・マン」、ロニー・ミルサップ「シンス・アイ・ドント・ハブ・ユー」、レイ・スティーヴンス「ワーキング・フォー・ジャパニーズ」などが、カントリー・チャートでヒットしている。また、ロニー・ミルサップやローリー・モーガンらを中心に、ドゥーワップをカバーする流行も見られた。花火やワイヤーアクションを使い、まるでハードロックのような派手なコンサート演出を取り入れたガース・ブルックスが、既に全アルバム売上総数1億2,800万枚に達している。カナダ出身の美形女性シンガーで、ポップ・カントリーを歌ったシャナイア・トゥエインも、シングル、アルバムが莫大な売り上げを誇った。グループでは、女性トリオのディクシー・チックスが既に3,000万枚以上のCDを売り上げ、女性グループとしては史上最多セールスとなっている。

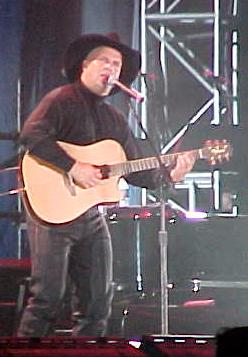
ガース・ブルックス
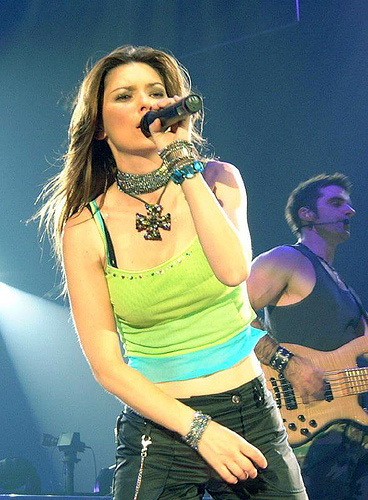
シャナイア・トゥエイン
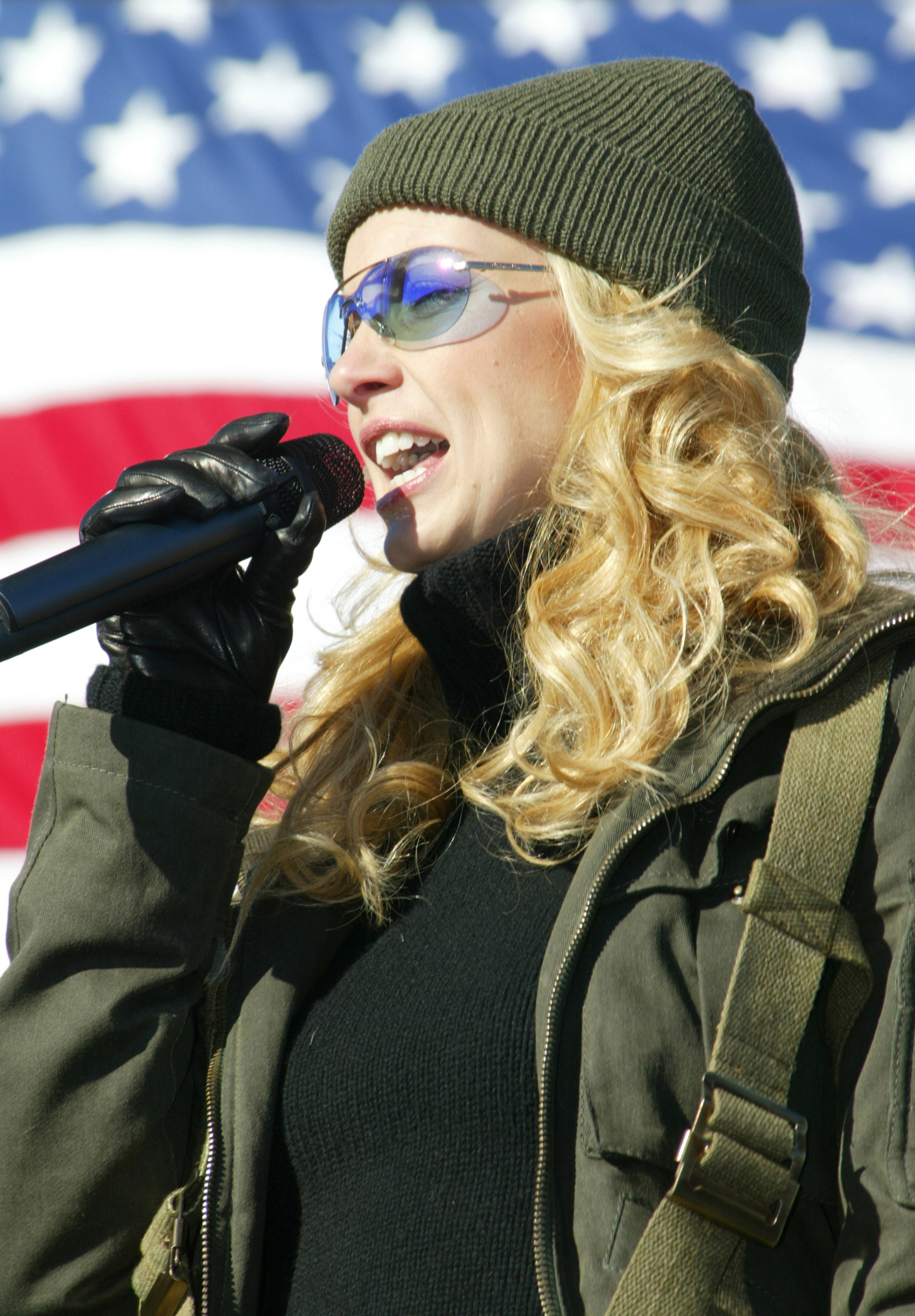
フェイス・ヒル

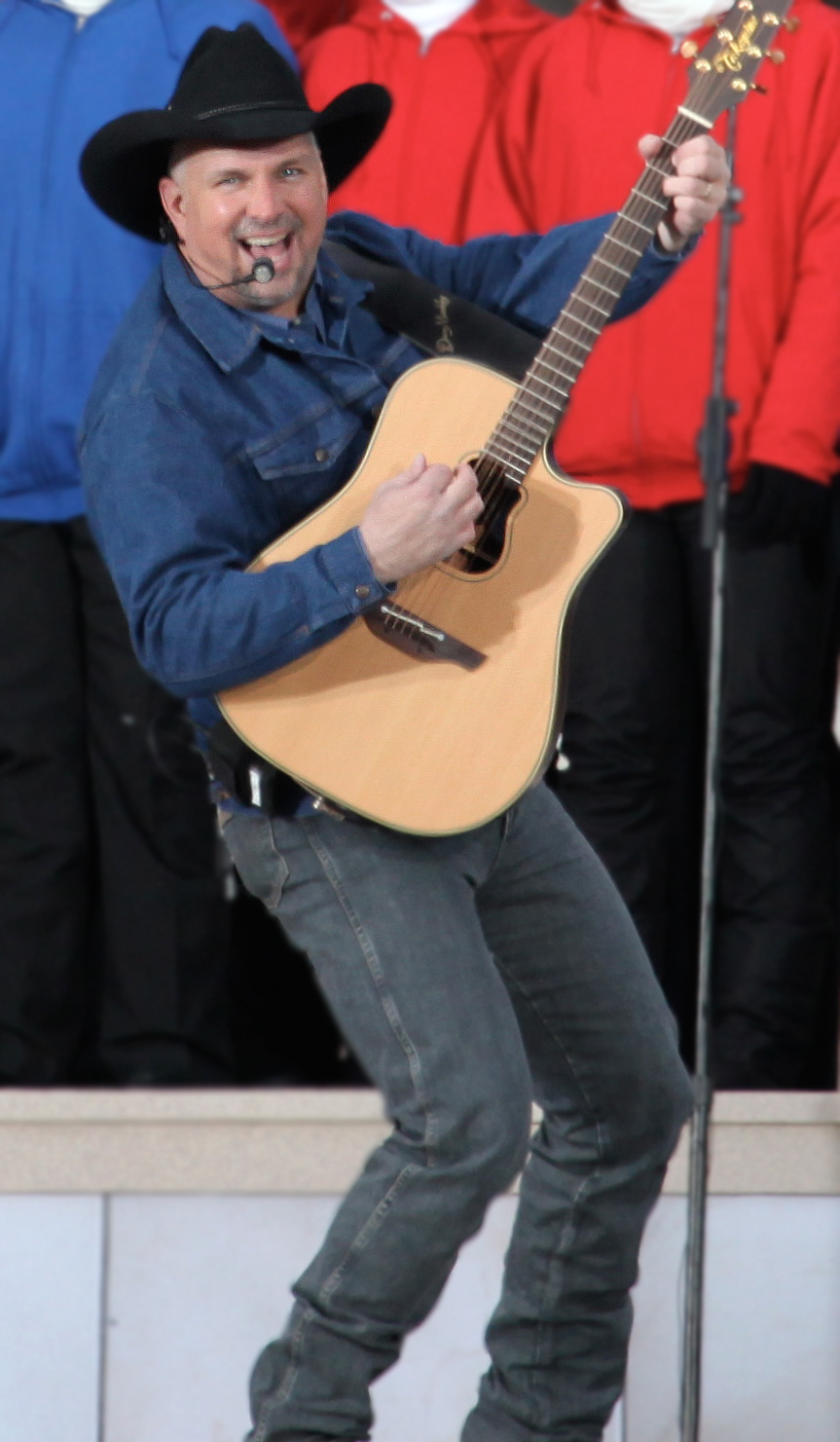
ガース・ブルックス

1980年代、連邦通信委員会の1980年代から1990年代の予定に、地方や郊外に向けた、より高音質なFMのラジオ局を増やすためにカントリー・ミュージックに目をつけた。当時カントリー・ミュージックは主に地方のAMラジオ局で放送されていたが、FM局の拡大に伴いAM局はよりトーク番組をメインに、音楽番組はFM局に移行してカントリーの音楽番組はFMで流されるようになった(ただし古くからのクラシック・カントリー番組はAMに残った)。同時にビューティフル・ミュージックの地方局は廃業したり、カントリー・ミュージックに移行したりした。これによりカントリー・ミュージックのプロデューサーたちはより広い聴取者を獲得するため音楽に洗練さを加えた。オルタナティヴ・ロックに影響を受けた、騒々しくメロディックでないサウンドにロック・ミュージックが変化したことによりカントリー・ミュージックも変化した。「ニュー・カントリー」は、モダン・ロックにはメロディック過ぎ、伝統的カントリーにはエレクトリック過ぎるロックを表現した。また、大ベテランのチャーリー・ダニエルズ・バンドや、飛行機事故の生き残りメンバーによるレーナード・スキナードなどのサザン・ロック・バンドも活動を継続した。
1990年代、カントリー・ミュージックはポピュラー・ミュージック史上最も成功したカントリー歌手の1人であるガース・ブルックスにより全米で社会現象となり、約10年にわたり売上と観客数で記録を更新し続けた。アメリカレコード協会は約1億1,300万枚の売上によりプラチナ128倍に認定した。この頃の他のアーティストにはクリント・ブラック、サミー・カーショウ、アーロン・ティッピン、トラヴィス・トリット、アラン・ジャクソンのほか、新たにデュオを組んだブルックス&ダンなどがいる。1980年代にキャリアを開始したジョージ・ストレイトはこの10年以上広く成功を続けた。1990年代にトビー・キースはよりポップに近いカントリー歌手としてキャリアを開始し、1990年代後期、『Pull My Chain 』や『Unleashed 』でアウトロウのイメージがついた。
1990年代、女性アーティストではリーバ・マッキンタイア、パティ・ラヴレス、フェイス・ヒル、マルティナ・マクブライド、リアン・ライムス、ミンディ・マクリーディ、ローリー・モーガン、シャナイア・トゥエイン、メアリー・チェイピン・カーペンターらのアルバムがヒット作となった。
1990年代から2000年代初頭、ディクシー・チックスが人気カントリー・バンドとなった。1998年のデビュー・アルバム『Wide Open Spaces 』プラチナ12倍、1999年のアルバム『Fly 』はプラチナ10倍に認定された。2003年、3枚目のアルバム『Home 』の発売後の海外公演中、リード・ヴォーカルのナタリー・メインズが自分とメンバーたちは数日前に大統領がイラク戦争を始めたばかりの当時のジョージ・W・ブッシュ大統領と同じ州出身であることを恥じると語ったことにより、政治ニュースで取り上げられた。メインズがソロで活動するようになったためバンドは休止状態であるが、ほかの2人のメンバーはコート・ヤード・ハウンズとして活動を続けている。
1990年代初頭、カントリー・ウエスタン・ミュージックはラインダンスの影響を受けた。これについてチェット・アトキンスは「音楽は酷くなったと私は思う。全てラインダンスのせいだ」と語った。1990年代終盤、少なくとも1人の振付師がラインダンスの良い音楽はもうないと語った。1970年代および1980年代に成功していたドン・ウイリアムズやジョージ・ジョーンズなどは新たなアーティストの出現により人気が急降下した。

#### オルタナ・カントリー/プログレ・カントリー/カウパンク
アメリカではスティーヴ・アール、エミルー・ハリス、ルシンダ・ウィリアムズらはプログレ・カントリーとされているが、日本ではオルタナ・カントリーとプログレ・カントリーは、ほぼ同じジャンルとして分類されている。
パンク・ロックとカントリーを融合したのは、ロング・ライダーズやジェイホークスなどの1980年代の南カリフォルニアのカウパンク・バンドだった。これらのスタイルは1990年のアンクル・トゥペロのLP『No Depression 』が初期オルト・カントリーのアルバムとされており、この動向は『No Depression 』誌の発行に繋がった。アンクル・トゥペロのメンバーや形態は、ウィルコ、サン・ヴォルト、ボトル・ロッカーズの形成に影響を与えた。ほかにオルタナ・カントリーの音楽家としては、ブルー・マウンテン、ウイスキー・タウン、ライアン・アダムス、ブラッド・オレンジズ、ルシンダ・ウイリアムズ、ドライブ・バイ・トラッカーズらがいる。ライアン・アダムスの『When The Stars Go Blue 』は、ティム・マッグロウがカバーしてヒットした。

### 2000年代
2001年のアメリカ同時多発テロ事件や不景気の影響でカントリー・ミュージックは影をひそめた。事件についてのアラン・ジャクソンのバラード『Where Were You (When the World Stopped Turning) 』などのように多くのカントリー・アーティストが軍隊を称賛したり、ゴスペルの曲にするなどした。これらの曲により、カントリー・ミュージックをポピュラー・カルチャーに押し戻した。
カントリーは、ロックやポップスの影響を大きく強く受けているが、中にはドゥーワップ調などのスタイルの曲があったり、 ブルース・ロックやサザン・ロック風の曲も多い。 また、多くの他ジャンルのミュージシャン（例：ボン・ジョヴィやキッド・ロック、ネリー、ジェシカ・シンプソンなど）とのジャンルの垣根を越えたフィーチャリングも盛んに行われており、曲中にラップを多用するカントリー・ラップ（Country-rap）に、ヒップホップとロックとテハーノ音楽の要素を融合させ、Hick-Hop（hickとは「田舎」を意味する）と称する 独自のジャンルを確立したテキサス出身の黒人ラッパーであるカウボーイ・トロイ（Cowboy Troy）も、れっきとしたカントリー・アーティストに位置付けられている。

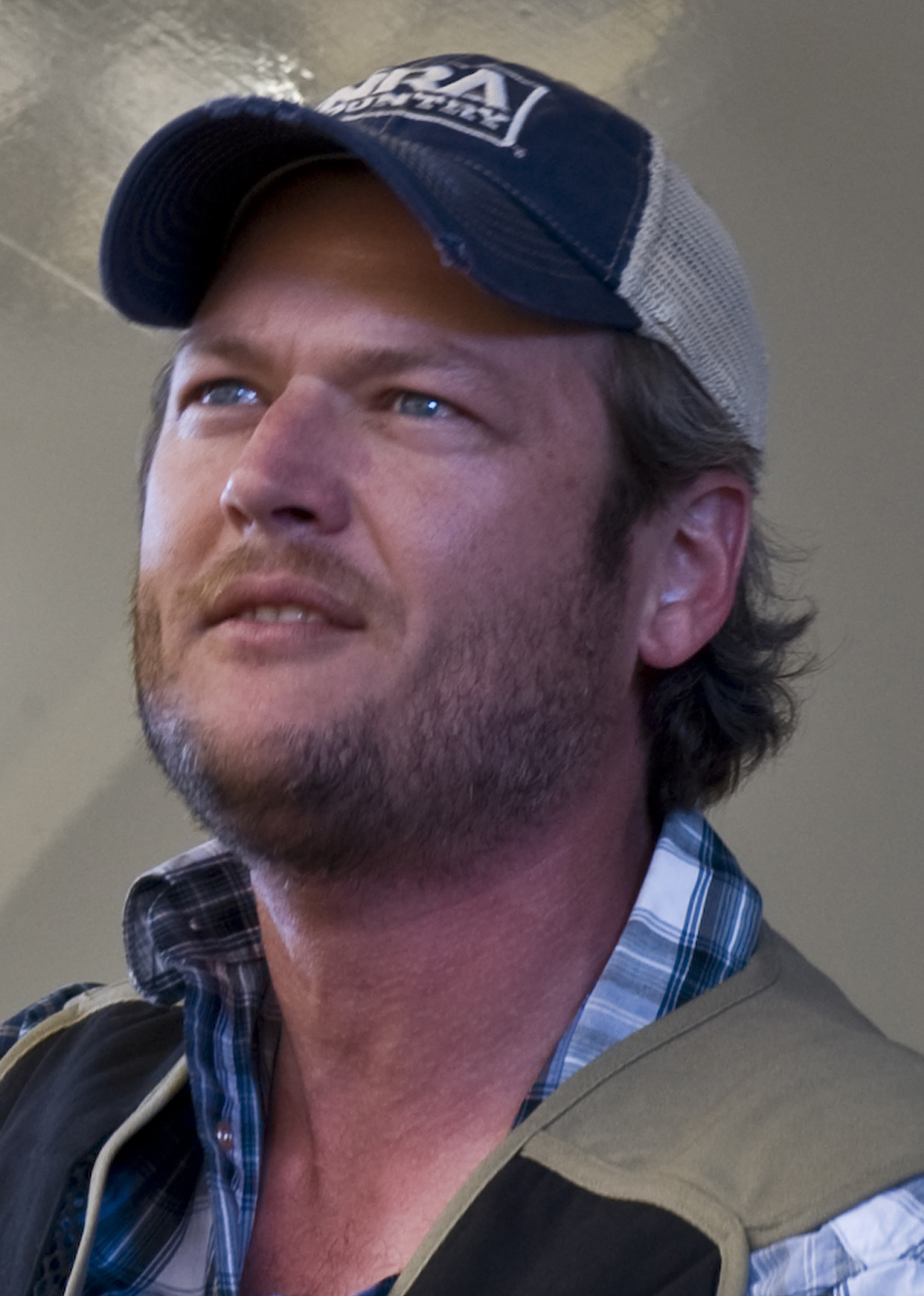
ブレイク・シェルトン

2001年にはブレイク・シェルトンがデビュー、デビューシングルの「オースティン」はUSカントリーチャートで首位を記録し、その後のシングルやアルバムも多くがUSカントリーチャートで上位に入り、ポップ・チャートでも上位に入るなど活躍を続けた。
リチャード・マークスが5曲のカントリーを含む『Days in Avalon 』でクロスオーバーした。アリソン・クラウスは彼のシングル『Straight from My Heart 』のバック・コーラスを務めた。またボン・ジョヴィはシュガーランドのジェニファー・ネトルズと共に『Who Says You Can't Go Home 』を歌いヒットした。2001年にキッド・ロックがシェリル・クロウと『Picture 』でコラボレートしてクロスオーバーでヒットし、キッド・ロックはハード・ロックからカントリー・ロックの融合へ移行して、2008年、『All Summer Long 』でクロスオーバーでヒットした。

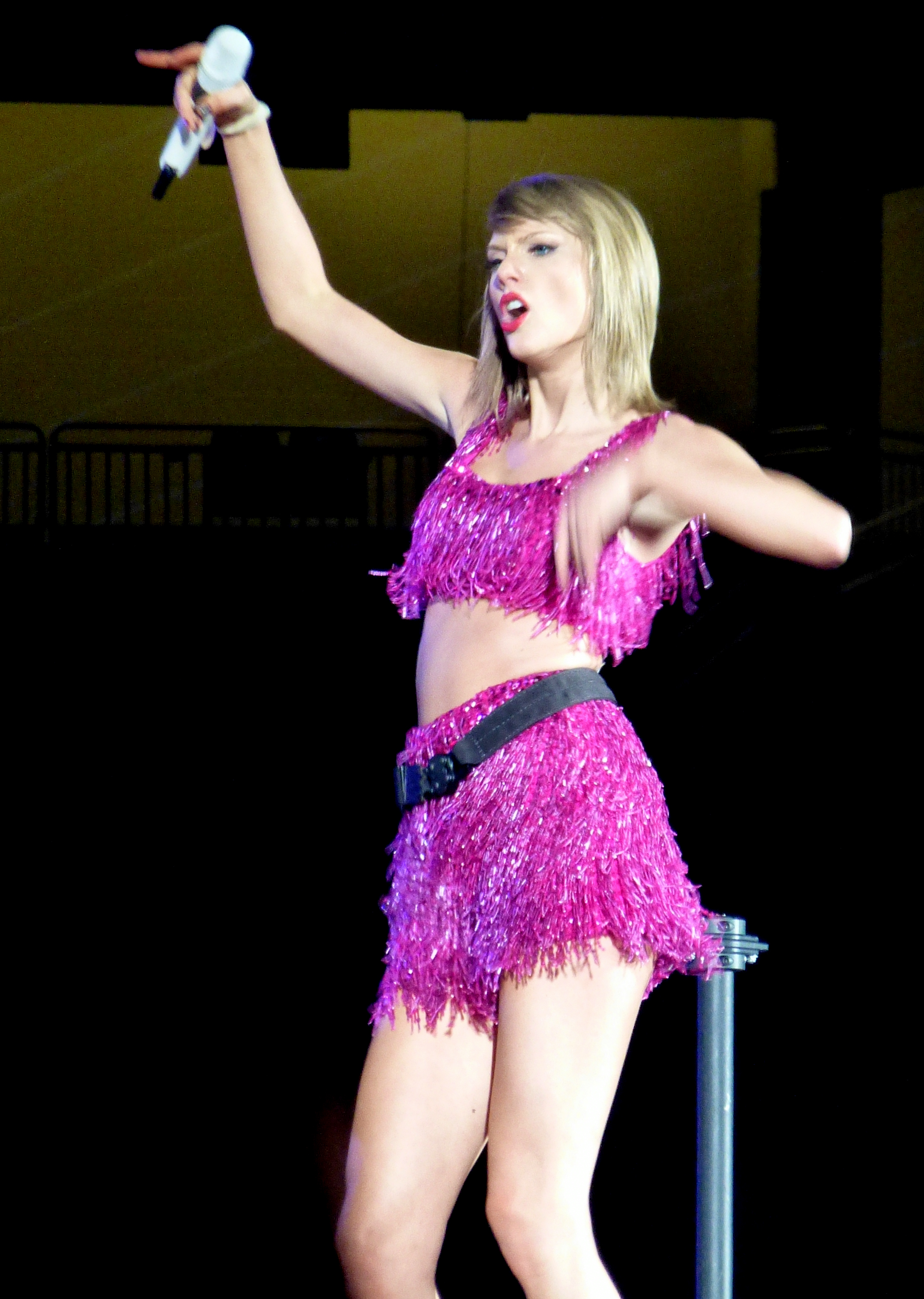
テイラー・スウィフト

2000年代後期、1990年代のポップ・ロック・バンドであったフーティー・アンド・ザ・ブロウフィッシュの元リード・ヴォーカルのダリアス・ラッカーがカントリーでソロとしての活動を始め、3枚のアルバムのほか、『ビルボード』誌のカントリー・チャートとポップ・チャートでいくつかのヒット曲を生み出した。シンガーソングライターのアンノウン・ヒンソンはノースカロライナ州シャーロットのテレビ番組『Wild, Wild, South 』に出演したことで有名になり、その後バンドを組んで南部の州をツアー公演した。ほかにカントリー曲を収録したアルバムを製作したロック・スターにはドン・ヘンリーやポイズンなどがいる。また、2000年代後期から2010年代初頭、エリック・チャーチ、ジェイソン・アルディーン、ブラントリー・ギルバートなどが成功し、カントリーでのロック・ミュージックの影響がより顕著になった。

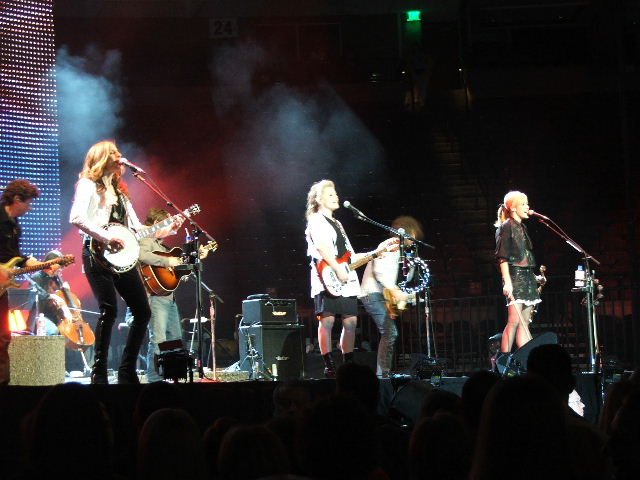
ディクシー・チックス
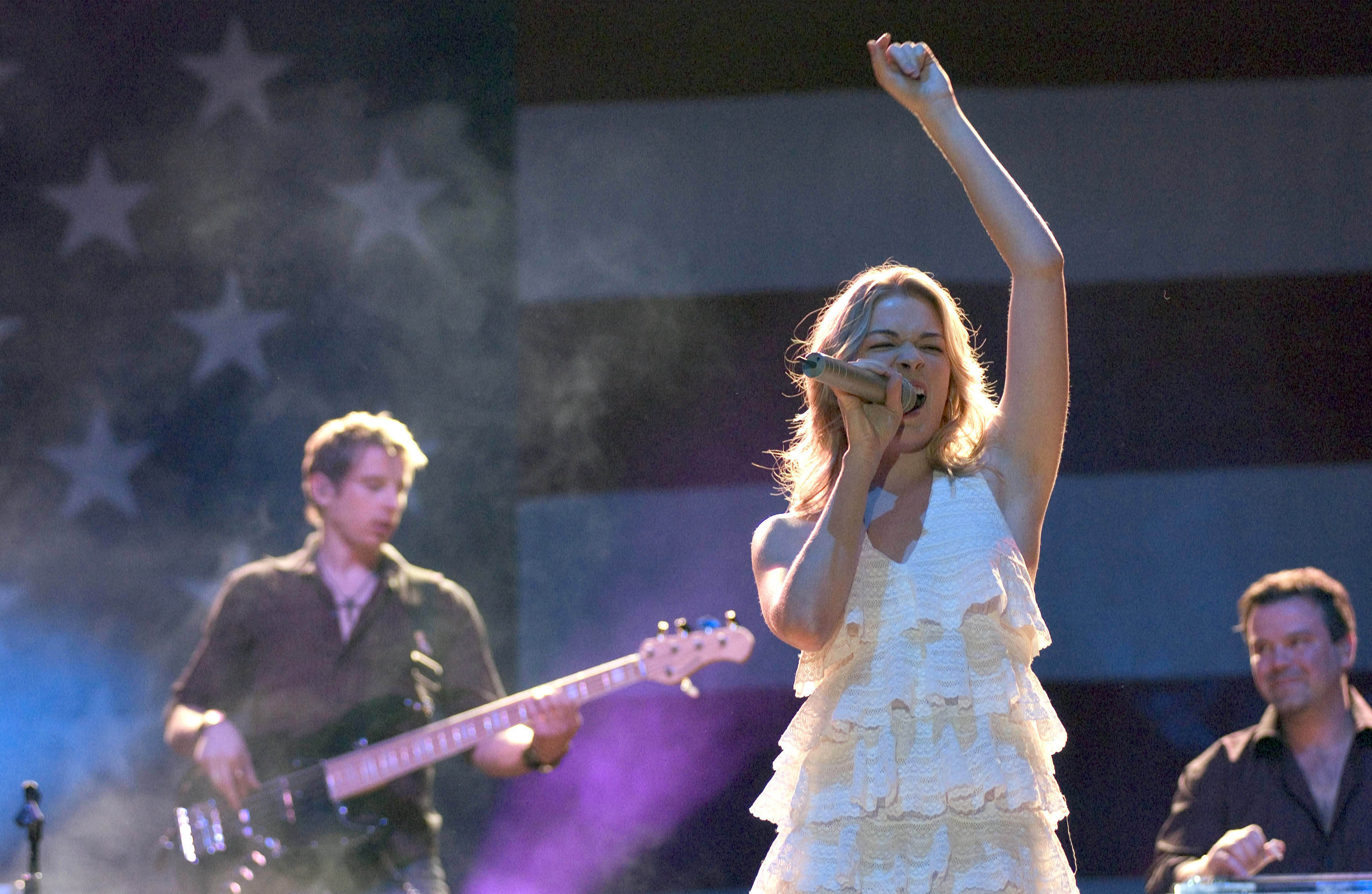
リアン・ライムス
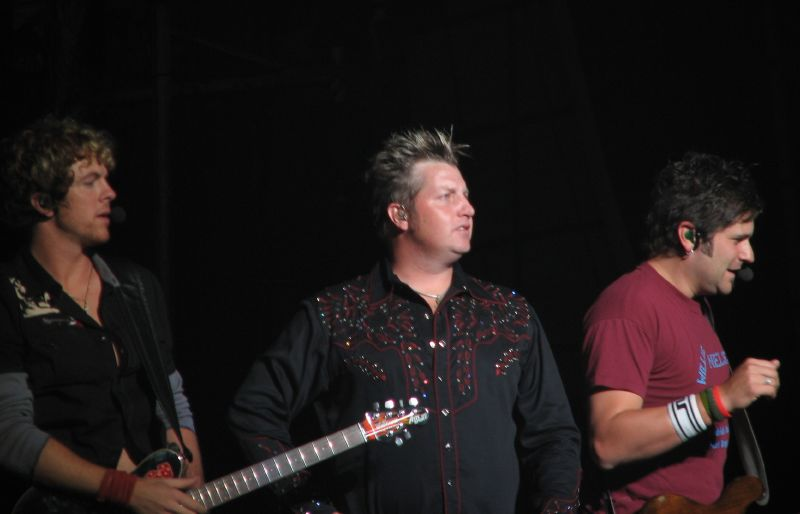
ラスカル・フラッツ
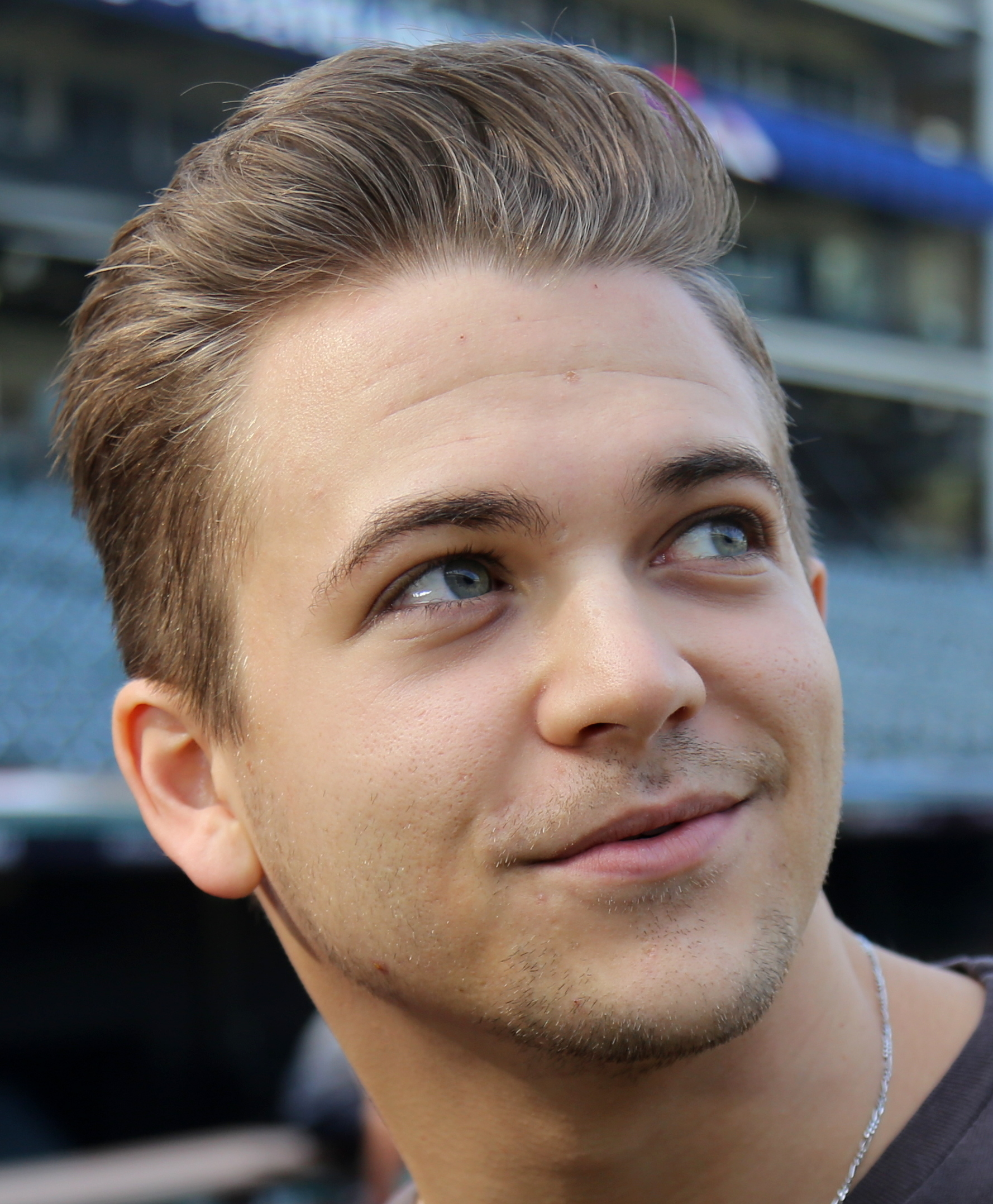
ハンター・ヘイズ
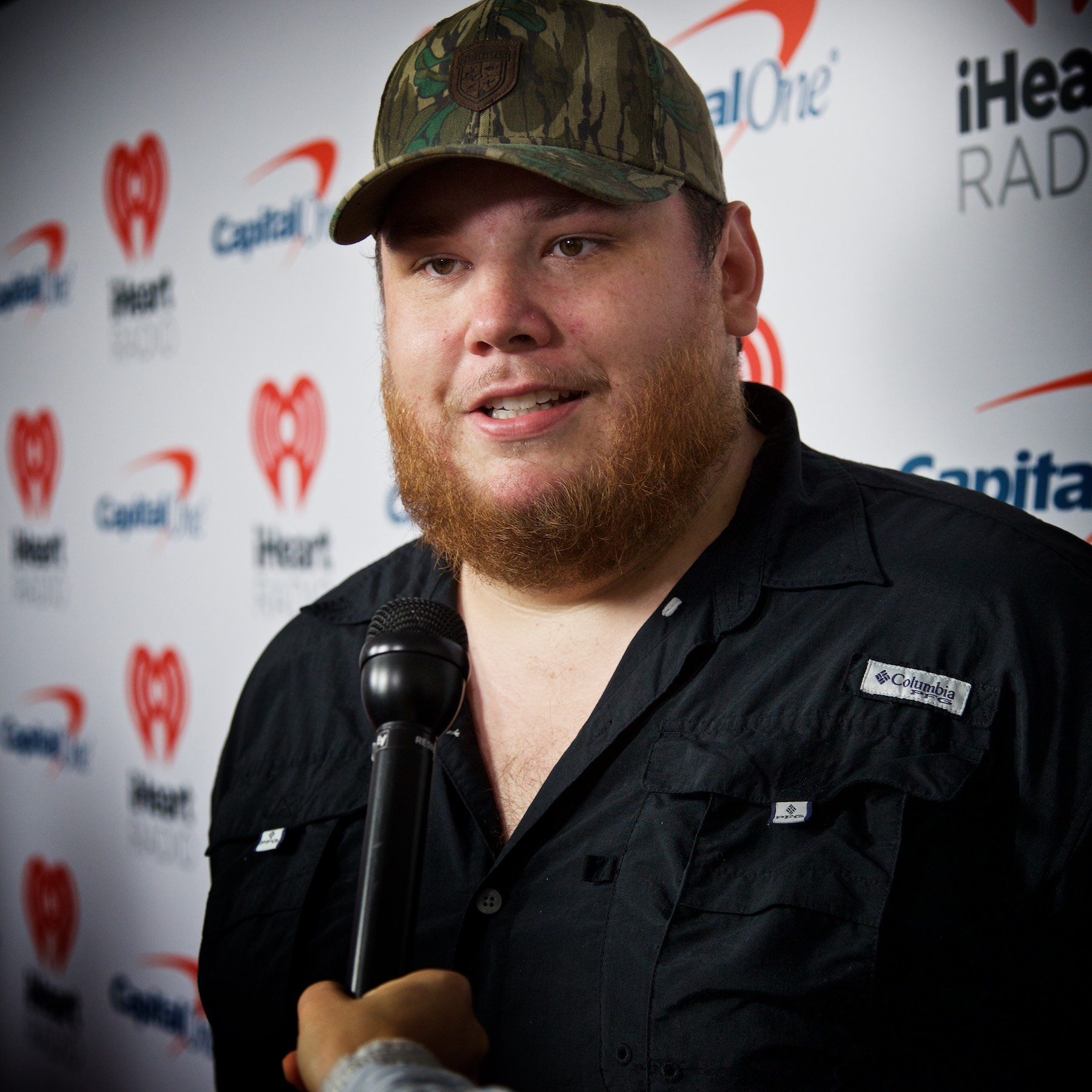
ルーク・コムズ
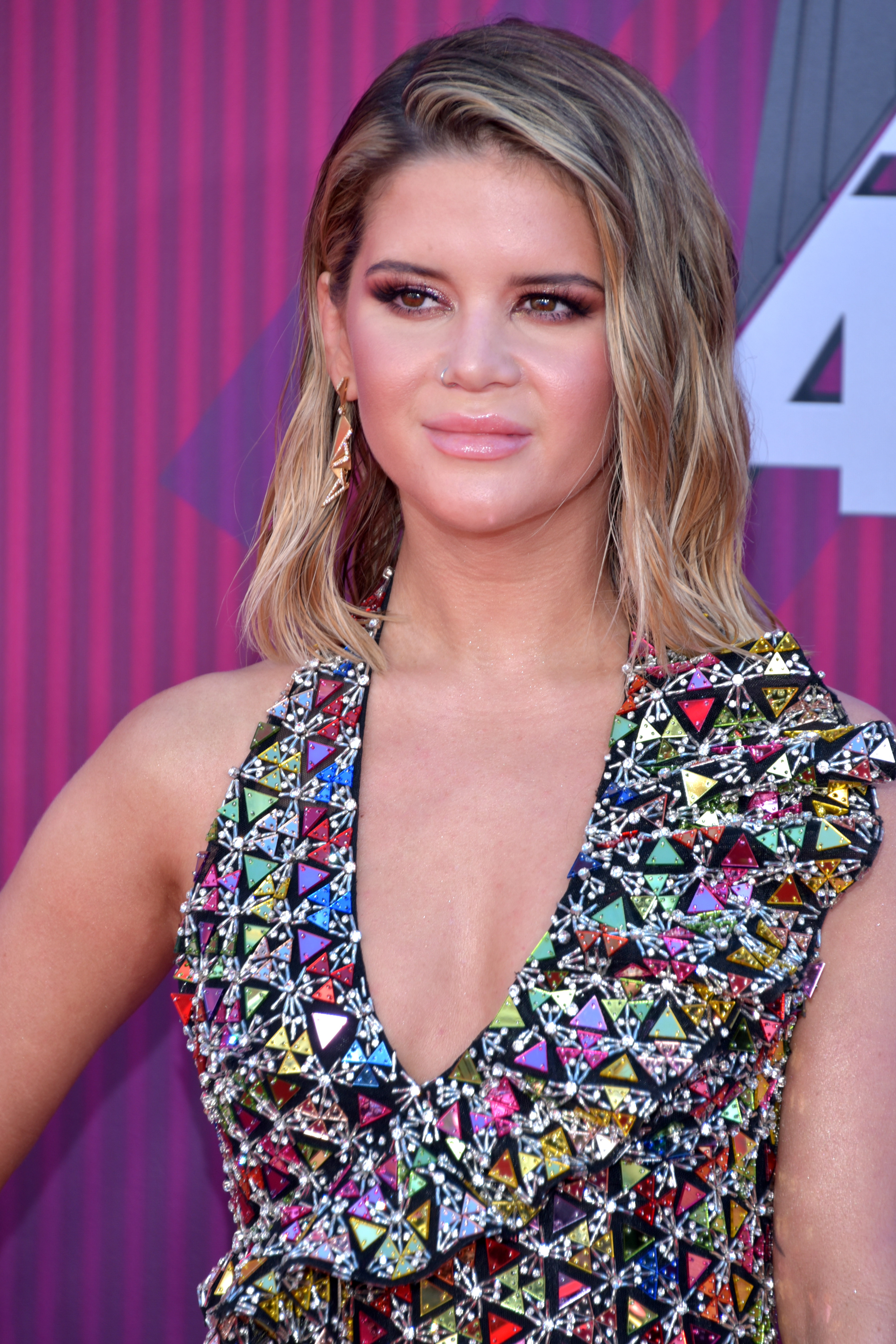
マレン・モリス
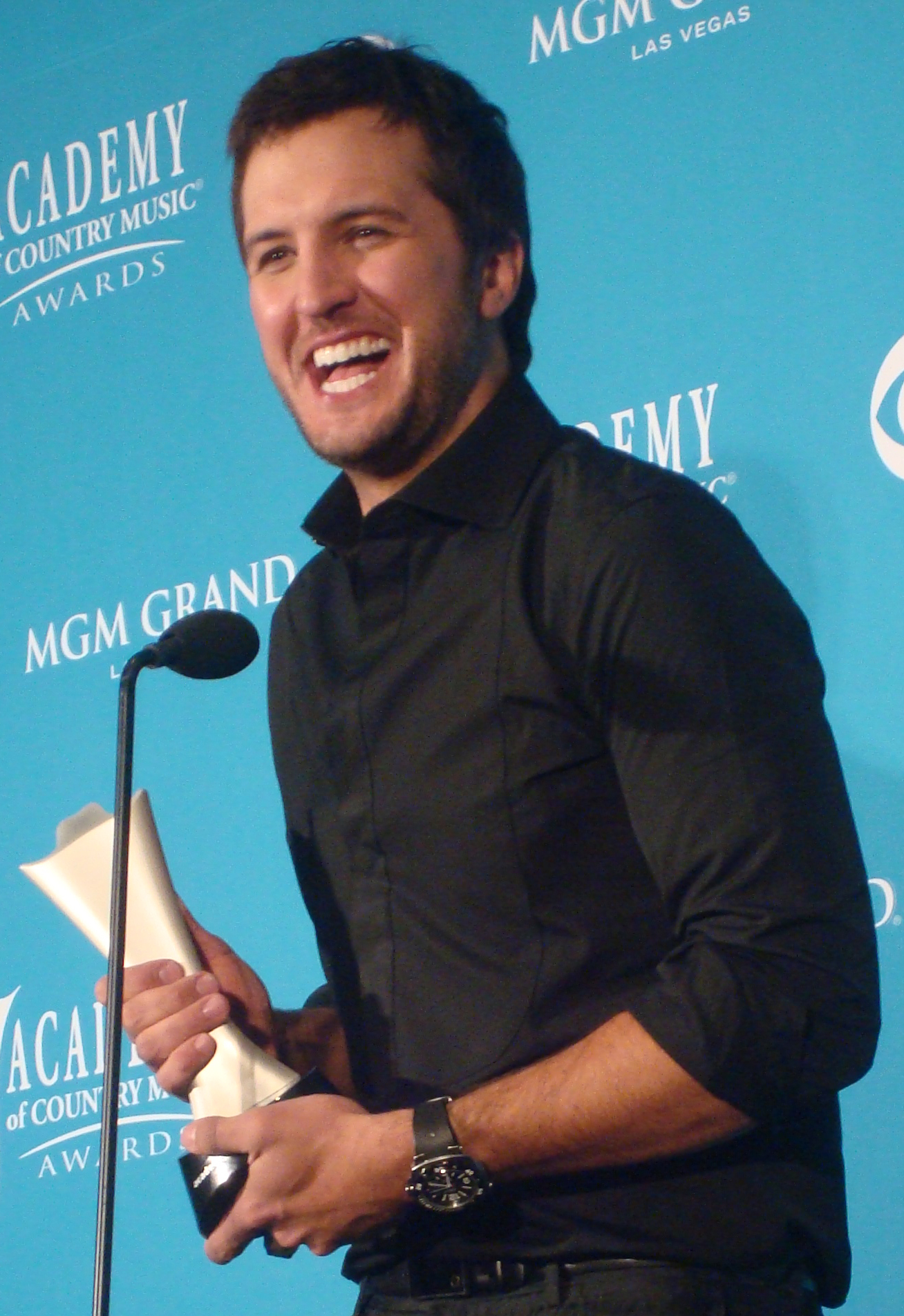
ルーク・ブライアン
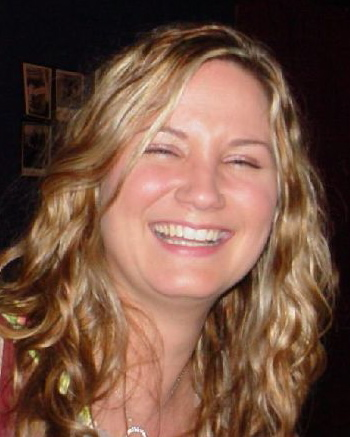
ジェニファー・ネトルズ

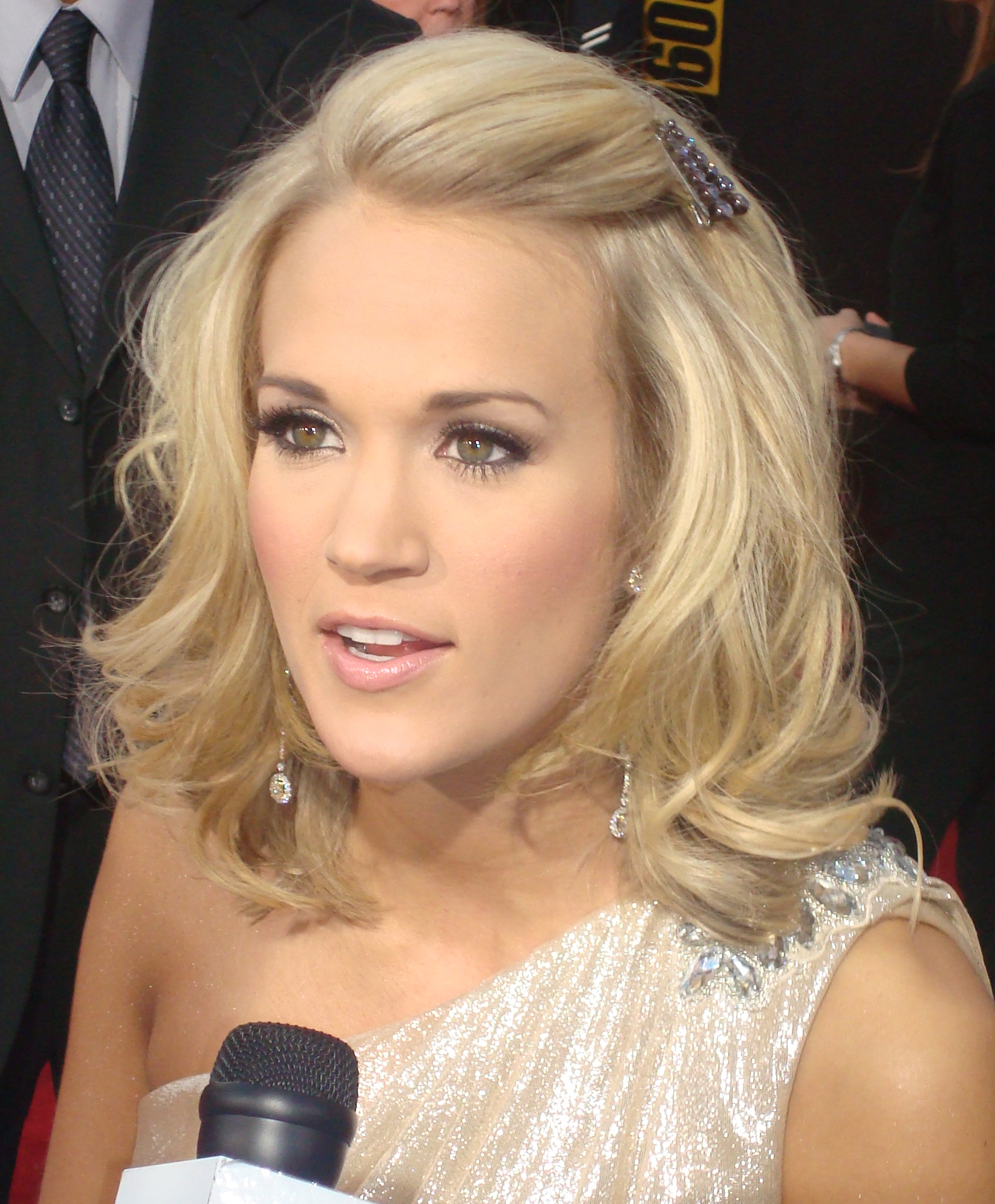
2009年、アメリカン・ミュージック・アワードでのキャリー・アンダーウッド

2005年、キャリー・アンダーウッドが『アメリカン・アイドル』シーズン4で優勝して有名になり、世界中で6,400万枚を売り上げ、グラミー賞を6回受賞し、過去10年間で最も突出したプロの歌手の1人となった。1枚目のシングル『Inside Your Heaven 』が2000年から2009年の10年間で『ビルボード』誌のポップ・チャートで第1位を獲得した唯一のカントリー・ソロ歌手となり、さらに『ビルボード』誌史上初めてデビュー曲がポップ・チャートで第1位を獲得したカントリー歌手となった。アンダーウッドのデビュー・アルバム『Some Hearts 』がカントリー・ミュージック史上女性ソロ・デビュー・アルバム最大売上枚数となり、サウンドスキャン史上カントリーのデビュー・アルバムを最速で売り上げ、2000年から2009年の10年間の『ビルボード』誌のカントリー・アルバム・チャートで第1位となった。ニールセン・サウンドスキャンが始まった1991年から彼女は『ビルボード』誌のカントリー・チャートで12曲が第1位となり、最も多く第1位となった女性カントリー歌手となった。2007年、アンダーウッドはグラミー賞新人賞を受賞し、グラミー賞史上カントリーで新人賞を受賞した2人目、そしてこの10年間で初めての受賞者となった。またACMアワードの最高賞エンターテイナー・オブ・ザ・イヤーを受賞した7人目の女性歌手となり、またこの賞を2年連続受賞した初めての女性歌手となった。『タイム』誌は世界で最も影響力のある100人の1人にアンダーウッドを選んだ。
2000年代、アンダーウッド以外にもカントリー・スターがテレビ番組から登場した。『アメリカン・アイドル』からのカントリー歌手はアンダーウッド以外にもケリー・ピックラー、ジョシュ・グレイシン、クリスティ・リー・クックらがデビューし、ほかにも時々カントリーを歌うケリー・クラークソンがいる。『アメリカン・アイドル』ほどの人気番組にはならなかったが、『Nashville Star 』からはミランダ・ランバート、クリス・ヤングなどが活躍しており、ほかにバディ・ジュウェル、ショーン・ペイトリック・マグロウ、カナダ人歌手ジョージ・キャニオンなどが輩出された。『Can You Duet? 』からはスティール・マグノリアやジョーイ+ロリーが登場した。
2000年代後期から2010年代初期にかけてシンガーソングライターのテイラー・スウィフトが最も成功したアーティストの1人となった。2006年、彼女が16歳の時のデビュー・シングル『ティム・マグロウ』で広く知られるようになった。同年、1枚目のアルバム『テイラー・スウィフト』は『ビルボード』誌のチャートに275週ランクインし、ロングランのアルバムの1つとなった。2008年、2枚目のアルバム『フィアレス』は2番目に最も長く第1位であったアルバムとなり、過去5年間でアデルの『21』に続いて2番目のベストセラーとなった。

### 2010年代
2010年代には、クリス・ヤング、エリック・チャーチ、ビリー・カリントンらが、カントリー・ヒットをリリースした。クリス・ヤングは「ザ・マン・アイ・ワナ・ビー」をヒットさせている。
2010年、テイラー・スウィフトが20歳の時のグラミー賞において、『フィアレス』で最優秀アルバム賞を最年少で受賞した。少女たちにとってのティーン・アイドルというポジションに支えられ、2012年のシングル『We Are Never Ever Getting Back Together 』はこの約50年間で『ビルボード』誌のカントリー・チャートで、最も長く第1位を継続したシングルとなった。この曲が長い期間カントリー・チャートで第1位だったことに関して、あまりカントリーの様相のないポップな曲ではないかと批判が起こり、カントリー・ソングとは何かという議論となった。その後の『Shake It Off 』などの曲はポップのファンにのみ焦点をあてた曲となった。テイラー・スウィフトは後に、大統領選挙の際にバイデン候補やハリス候補支持を表明するなど、ファンに政治的な影響を与えるほどの大スターに成長していった。
2010年代前半には、ジェリー・ニーマンやザック・ブラウン・バンドのような、新しいカントリー・ミュージシャンも登場した。2011年および2012年、ロック・グループのステインドのリード・ヴォーカルであったアーロン・ルイスはカントリー・ミュージックに進出し、やや成功した。2000年代後期から2010年代初頭、カウボーイ・トロイ、コルト・フォードなどのアーティストがラップや語り口調を取り入れるようになり、カントリー・ラップまたはヒック・ホップと呼ばれるようになった。ほかにビッグ&リッチやジェイソン・アルディーンなど著名なアーティストもこれらを使用することもある。2010年代、酒、パーティ、女性、車をテーマとしたブロ・カントリーの人気が上がった。このジャンルに関連するアーティストにはルーク・ブライアン、ジェイソン・アルディーンなどがおり、フロリダ・ジョージア・ラインの『Cruise 』はベストセラーとなった。
10代向けシットコムからもカントリー歌手が登場した。2008年、『iCarly』の主人公の親友サム役であった女優のジェネット・マッカーディがシングル『So Close 』を、2011年には『Generation Love 』を発表した。2000年代後期、『シークレット・アイドル ハンナ・モンタナ』に出演していたマイリー・サイラスは『The Climb 』、父親のビリー・レイ・サイラスとのデュエット『Ready, Set, Don't Go 』でクロスオーバーでヒットした。2012年、『One Tree Hill』に出演していた女優のジェイナ・クレイマーはカントリーのアルバムを発表し、翌2013年には2枚のシングルがヒットした。
コニー・ブリットン、ヘイデン・パネッティーアほか、ドラマ『ナッシュビル』のカントリー歌手役の出演者たちはカントリーの曲をレコーディングした。ハーモニーを特徴とする多くのデュオや、ヴォーカル・グループが登場した。レディ・アンテベラムのほか、リトル・ビッグ・タウン、ザ・バンド・ペリー、トンプソン・スクエア、イーライ・ヤング・バンドなどが新しいカントリー・スターとして人気となっている。
2013年に女性カントリー歌手ミンディ・マクリーディー（Mindy McCready）は、拳銃自殺してしまった。同年にリリースされたアヴィーチーのアルバム『トゥルー』では、EDMとカントリー・ミュージックを融合させた音楽を2曲収録した。その一曲であるリード・シングル『ウェイク・ミー・アップ』は20カ国以上で1位を獲得。「カントリーEDM」という新たなジャンルを開拓し、ピットブルとケシャによる『ティンバーfeat.KE$HA』（2013）などもブームの神輿を担いだ。

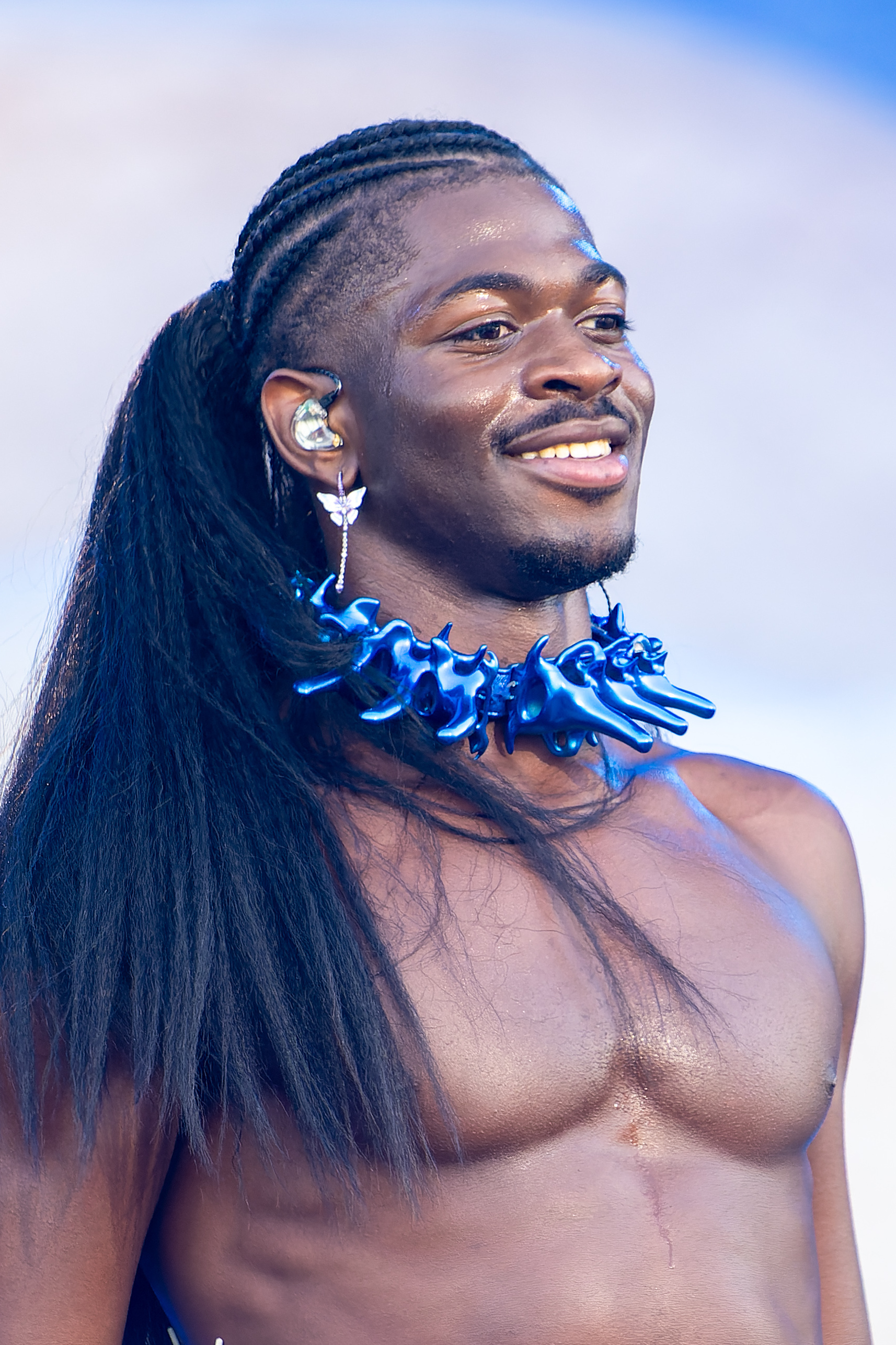
リル・ナズ・X

2019年、男性黒人ラッパーのリル・ナズ・Xのシングル『オールド・タウン・ロード』がヒット。「カントリートラップ」という新ジャンルを確立する。だがその一方で同曲はビルボードカントリーチャートにランクインするも、カントリーミュージックとして相応しくないと突然除外され、論争は人種問題にまで及び、物議を醸した。同曲リミックスでは、ビリー・レイ・サイラスが参加した。

### 2020年代

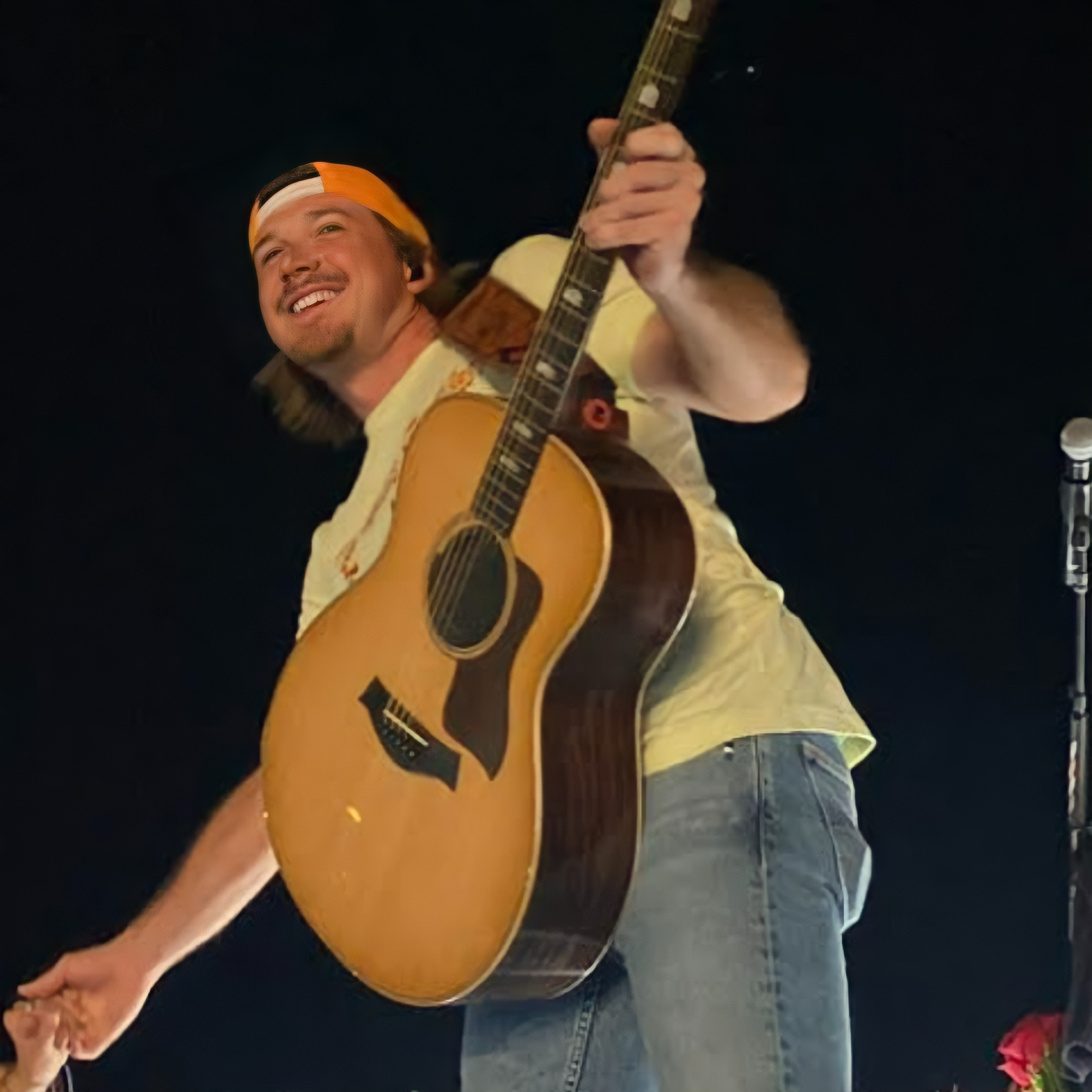
モーガン・ウォーレン

2021年発売の、モーガン・ウォーレンによる2ndアルバム『デンジャラス:ザ・ダブル・アルバム』は、全米チャートにて10週首位を記録し、同年にアメリカにて、ナンバー1セールスのアルバムとなる。2023年3rdアルバム『ワン・シングス・アット・タイム』は同年5月30日時点にて12週全米首位を冠し、カントリージャンルとしては、1991年リリースのガース・ブルックスのアルバム『ロピン・ザ・ウィンド』以来31年ぶりにタイトルを更新する。翌2024年3月には非連続ではあるが19週目の首位となり、ガース・ブルックスの18週を塗り替え、カントリー・アルバムではビルボード 200チャート史上最長記録を獲得した。
また、リード・シングル『ラスト・ナイト』は全米シングルチャート16週連続1位を獲得し、65年にわたるビルボード・ホット・100の歴史の中で非コラボレーション作品としては2番目の最長記録を更新した。
2024年にはビヨンセがカントリーを取り入れたアルバム『カウボーイ・カーター』を発表している。

## 日本のカントリー
戦後進駐軍としてやってきたアメリカ兵がカントリー・ミュージックを親しみ、日本でも当時の若者を中心にブームとなった。1950年代には日本におけるポピュラーミュージックの一翼をになう存在となり全盛期を迎える。ウェスタン・ランブラーズ、チャック・ワゴンボーイズ、小坂一也とワゴン・マスターズ、堀威夫とスウィング・ウエスト、ジミー時田とマウンテン・プレイボーイズやオールスターズ・ワゴンやウイリー沖山が在籍したカントリーボーイズらが初期のカントリー・バンドである。寺内タケシ、小野ヤスシ、かまやつひろしらもカントリーがルーツである。
ポピュラーミュージックの主流がロカビリーからエレキバンド、グループサウンズと移り変わるにつれその存在も愛好者中心のものとなっていった。日本国内では音楽ジャンルとしての規模や存在感は小さくなったが根強いファン層もおりプロのカントリーミュージシャンも存在する。1980年代以降も寺本圭一、ジミー時田、大野義夫、宮前ユキらが六本木MR.JAMES、銀座ナッシュビルなどのライブハウスで毎晩ライブを行っていた。小野ヤスシらとドンキーカルテットを結成していた飯塚文雄は渋谷区でカントリーのライブハウスを経営するなどカントリー系ミュージシャンのプロデュースするライブハウスもいくつか誕生した。
往年の日本人カントリーミュージシャンたちの多くは、戦後間もない時期に進駐軍やFEN（米軍極東放送）などを通してカントリーに触れ、バンドを組み、アジア各地の米軍キャンプやその周辺のクラブで演奏していた者が多い。また、カントリーへの造詣が深いことで有名なフォークシンガー・なぎら健壱はフォーク、カントリーの普及にも熱心である。
2000年以降の日本のシーンでは元男闘呼組で俳優の高橋和也らがカントリーミュージックを歌っている。カントリー・ミュージックを前面に打ち出すアーティストは多くはないが、音楽家の愛好者はかなり存在する。カントリー・ミュージックシーンとは別にブルーグラスも根強い愛好家により各地でフェスやライブが頻繁に開催されている。
また1989年から音楽を通じた日米交流などを目的にチャーリー永谷らの呼び掛けで始まった「COUNTRY GOLD」は、毎年10月に熊本県南阿蘇村の熊本県野外劇場アスペクタで開催され、国内外のカントリーファンに親しまれる名物イベントに成長。毎回、チャーリー永谷＆キャノンボールなど国内のアーティストやカントリー音楽の本場・米国の歌手らが出演。数々の危機を乗り越え、一度の中止もなく続けてきたが、2019年に惜しまれながら幕を閉じた。
音楽評論家では由井孝太郎、和田誠司、島田耕　鈴木カツ、森井嘉浩らが、カントリー音楽の評論をおこなった。

## 日本でのUSシンガーの人気
日本で人気の出たカントリー・シンガーはきわめて少ない。しかし、ジェリー・ウォーレス、タニヤ・タッカーらの曲は日本でも人気となった。ジョン・デンバー、オリヴィア・ニュートン・ジョンなどは、人気者となった。ただし、オリヴィアがポップ・カントリーを発売していたのは初期だけで、のちにコマーシャリズムのポップを大量生産する芸能人的歌手に変貌している。
また、映画「パール・ハーバー」や フジテレビ系列で放送されたテレビドラマ「薔薇の十字架」の主題歌を歌ったフェイス・ヒル、映画「コヨーテ・アグリー」の挿入歌やアテレコを担当し、自身も本人役でカメオ出演したリアン・ライムス、ポップ・カントリーで知名度を上昇させたシャナイア・トゥエインらのアルバムは話題になった。アニメーション映画「カーズ」にサントラに参加したラスカル フラッツ（Rascal Flatts）や、人気アイドルオーディション番組『アメリカン・アイドル』で優勝しデビューを果たした キャリー・アンダーウッドのほか、ミランダ・ランバート、テイラー・スウィフトなども日本で知られるようになっている。しかし、これらの歌手は日本では、ポップ音楽や映画のサントラに位置付けられている場合が多く、決してカントリー自体の人気や、音楽ジャンルとしての規模が拡大しているとは言えない。

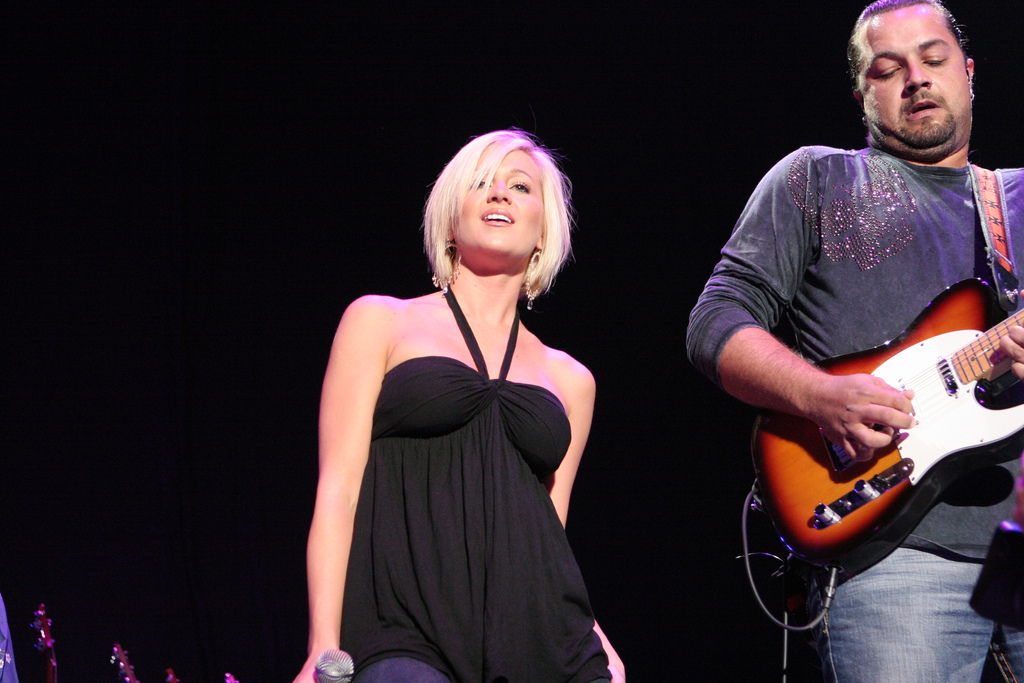
ケリー・ピックラー (Kellie Pickler)
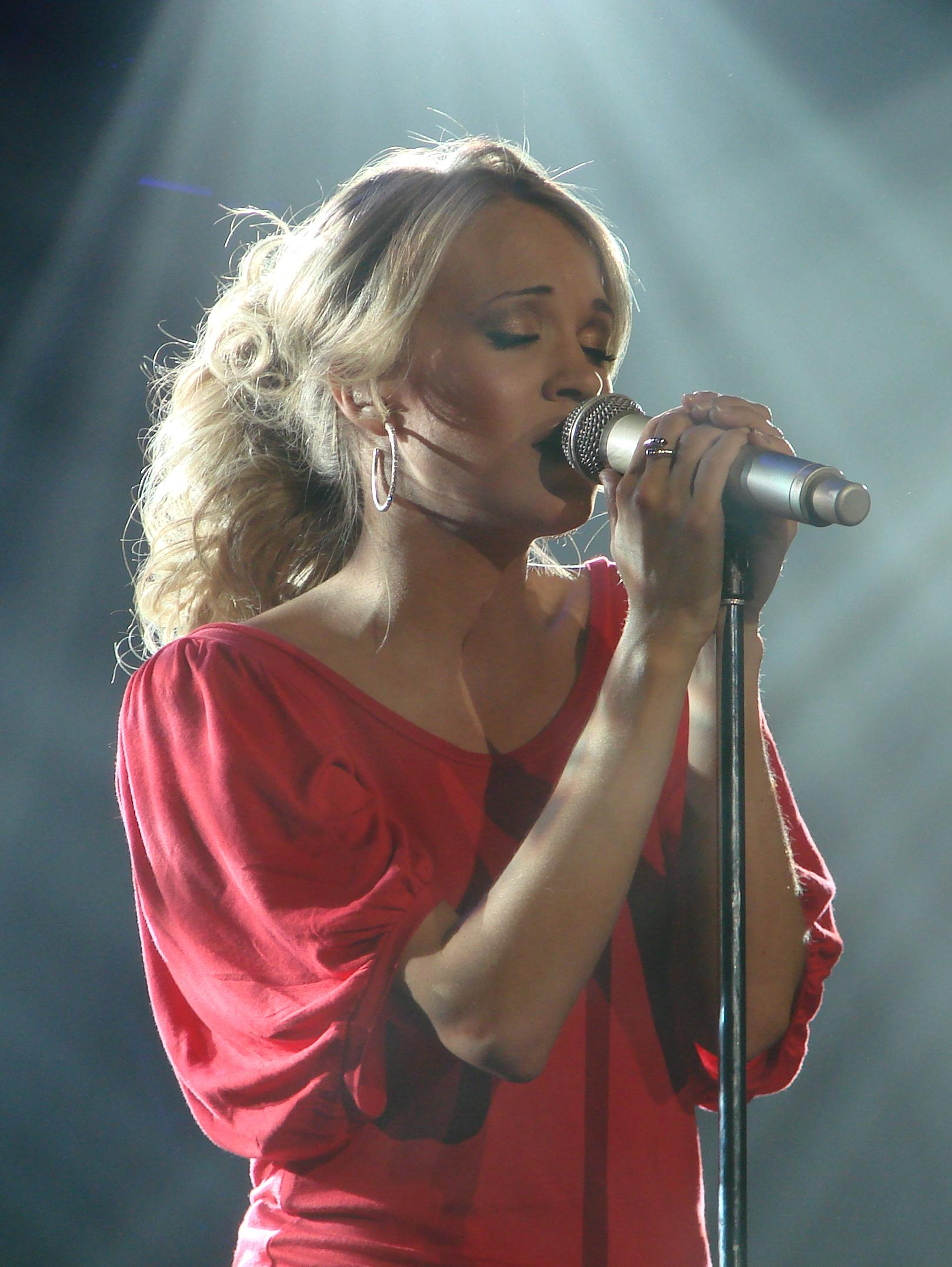
キャリー・アンダーウッド

## メディア
- テレビ

アメリカにおいてカントリーミュージックの最もメジャーな情報発信源となっているのは、巨大メディア複合企業、バイアコム（Viacom）傘下のカントリー・ミュージック・テレビジョン（CMT）というケーブルTVチャンネルである。“カントリー版MTV”といった構成で人気を博している。 CMTのウェブサイトでは、各ミュージシャンのミュージック・ビデオ等、ストリーミング配信を無料で視聴することも可能。

また、このCMT以外にもGACやVH1 Countryなど、カントリー専門のケーブルテレビ局は複数ある。
- ラジオ

自動車社会、アメリカではカーラジオの聴取率が高く、カントリー専門のラジオ局も各地に多数（地上波だけで2000局以上）あり、オンラインでも聴取可能な局や、オンライン専門局も多数存在する。
- KKGO 105 : GO COUNTRY 105（[101]）- ロサンゼルス地域で全米一位の聴取率を誇っていたローカル局の93.9 KZLAがアダルト・コンテンポラリーへフォーマットを変更したことによって生じたこのエリアにおける半年間の“カントリーの空白”を埋める形で2007年2月26日からカントリー・フォーマットをスタートさせたロサンゼルスのFM局。
- KPLX 99.5 ：99.5 the Wolf（[102]） - テキサス州ダラス/フォートワース都市圏を聴取エリアとするカントリー専門FM局の中で最も人気のある局。地元密着型。カントリーフォーマットの局としては、この局が全米聴取率一位の座にある。
- WSM 650 ：650 WSM（[103]） - カントリーの聖地、テネシー州ナッシュビルにあるローカルAM局。1925年からグランド・オール・オープリーを放送している。 （テレビ配信はGAC）
- ラジオDJ

FENで、老齢のカントリーDJ、ジーン・プライスが、長くカントリー番組を担当した。
- 雑誌
- カントリー・ウィ－クリー[104]: 多数ある専門誌の中でも、書店以外に、スーパー、コンビニ、売店などで、普通のゴシップ週刊誌と一緒に売られているほどの人気を誇る週刊誌。
- ムーン・シャイナー[105]:1983年以来発行されている月刊ブルーグラス音楽専門誌。カントリーやフォークを含め、アメリカン・ルーツ音楽に関する日本唯一の専門月刊雑誌。

## 著名なミュージシャン

### 代表的なアーティスト （1930年代 - 1970年代）
- ジミー・ロジャース（Jimmie Rodgers）
- カーター・ファミリー（Carter Family）
- ハンク・ウィリアムス（Hank Williams）
- レフティ・フリーゼル（Lefty Frizzell）
- テックス・リッター
- ピーウィー・キング（Pee Wee King）
- ハンク・スノウ（Hank Snow）
- ハンク・トンプソン
- ウェブ・ピアース（Webb Pierce）
- グランパ・ジョーンズ[106]
- テネシー・アーニー・フォード
- ビル・モンロー
- ボブ・ウィルス
- ジーン・オートリー
- ドク・ワトソン
- ジョニー・ホートン
- レイ・スティーブンス
- ジェリー・リード（Jerry Reed）
- トムポール＆グラスター・ブラザーズ
- ビリー・ジョー・ロイヤル（Billy Joe Royal）
- ビリー・スワン（Billy Swan）
- タミー・ワイネット
- マック・デイヴィス
- パッツィー・クライン（Patsy Cline）
- ジョージ・ジョーンズ（George Jones）
- バック・オーウェンズ（Buck Owens）
- マール・トラヴィス（Merle Travis）
- ドリー・パートン
- エミルー・ハリス
- サミィ・スミス
- C.W.マッコール
- ドン・ギブソン
- ポーター・ワゴナー（Porter Wagoner）
- チャーリー・プライド
- チャーリー・リッチ

- ジェリー・ウォーレス
- チェット・アトキンス
- ジューン・カーター
- キティ・ウエルズ
- スタットラー・ブラザーズ
- ミッキー・ニューベリー
- マイケル・マーフィー
- ベラミー・ブラザーズ
- アメイジング・リズム・エイセズ
- スターランド・ボーカル・バンド（Starland Vocal Band）
- ロイ・エイカフ
- ロイ・クラーク
- ロイ・ロジャース（Roy Rogers）
- ロジャー・ミラー
- バール・アイヴズ
- ケニー・ロジャース
- マール・ハガード（Merle Haggard）
- タニヤ・タッカー
- クリスタル・ゲイル[107]
- ロレッタ・リン
- ジョン・デンバー
- コンウェイ・トウィッティ
- エディ・アーノルド
- マーティー・ロビンス
- ジェニー・C・ライリー
- ジェシー・コルター
- ジミー・バフェット
- スティーヴ・ヤング（歌手）
- クリス・クリストファーソン
- ジョニー・キャッシュ
- ウェイロン・ジェニングス
- ウィリー・ネルソン
- ジョー・イーライ
- バーバラ・マンドレル
- ハンク・ウィリアムス・ジュニア（Hank Williams Jr.）

### 代表的なアーティスト （1980年代以後）
男性アーティスト/グループ（男女混合バンドを含む）
- オークリッジ・ボーイズ（The Oak Ridge Boys）
- ロニー・ミルサップ（Ronnie Milsap）
- バーティ・ヒギンズ（Bertie Higgins）
- アラバマ
- ダイアモンド・リオ（Diamond Rio）
- クリス・ヤング（歌手）
- アール・トーマス・コンリー[108][109]
- エディ・ラビット
- ジュース・ニュートン
- ヴィンス・ギル
- マーク・チェスナット
- トラヴィス・トリット（Travis Tritt）
- ランディ・トラヴィス
- アラン・ジャクソン（Alan Jackson）
- リッキー・スキャッグス
- リッキー・ヴァン・シェルトン
- ドワイト・ヨーカム
- ロドニー・クロウェル
- クリント・ブラック（Clint Black）
- ジョージ・ストレイト
- ガース・ブルックス
- シェナンドー
- ビリー・カリントン
- エリック・チャーチ
- ラスカル・フラッツ
- レディ・アンテベラム
- バンド・ペリー（Band Perry）
- ブラックベリー・スモーク
- リトル・ビッグ・タウン
- ウイスキー・フォールズ

- ブルックス＆ダン（Brooks & Dunn）
- キース・アーバン
- ビリー・レイ・サイラス（Billy Ray Cyrus）
- ケニー・チェズニー（Kenny Chesney）
- シュガーランド（Sugarland）
- ティム・マッグロウ（Tim McGraw）
- モンゴメリー・ジェントリー（Montgomery Gentry）
- ハンター・ヘイズ
- ブラッド・ペイズリー（Brad Paisley）
- ブレイク・シェルトン（Blake Shelton）
- ジョシュ・ターナー（Josh Turner）
- ザック・ブラウン・バンド（Zac Brown Band）
- ケンタッキー・ヘッドハンターズ（Kentucky Headhunters）
- パイレーツ・オブ・ミシシッピ
- ローンスター（Lonestar）
- クレダス・T・ジャッド（Cledus T. Judd）パロディ歌手
- ルーク・コムズ
- ルーク・ブライアン（Luke Bryan）
- ビッグ＆リッチ（Big & Rich）
- カウボーイ・トロイ（Cowboy Troy）
- トレース・アドキンス（Trace Adkins）
- ロドニー・アトキンス（Rodney Atkins）
- ジョン・マイケル・モンゴメリー（John Michael Montgomery）
- ダリアス・ラッカー（Darius Rucker）
- フロリダ・ジョージア・ライン（Florida Georgia Line）
- ジェイソン・アルディーン（Jason Aldean）
- モーガン・ウォーレン（Morgan Wallen）

女性アーティスト/女性グループ
- ロ－ザンヌ・キャッシュ[110]
- ローリー・モーガン
- マルティナ・マクブライド（Martina McBride）
- ワイノナー・ジャッド
- ザ・ジャッズ
- シャナイア・トゥエイン
- フェイス・ヒル
- メアリー・チェーピン・カーペンター（Mary Chapin Carpenter）
- リーバ・マッキンタイア
- トリーシャ・イヤウッド（Trisha Yearwood）
- ダニー・レイ
- リー・アン・ウーマック
- ジョーディー・メッシーナ（Jo Dee Messina）
- リアン・ライムス

- アリソン・クラウス（Alison Krauss）
- ディキシー・チックス
- パム・ティリス
- パティー・ラヴレス（Patty Loveless）
- マレン・モリス
- サラ・エヴァンス（Sara Evans）
- ジェシカ・アンドリュース（Jessica Andrews）
- ケリー・ピックラー（Kellie Pickler）
- ジェニファー・ネトルズ
- キャリー・アンダーウッド
- ミランダ・ランバート（Miranda Lambert）
- ミンディ・マクリーディー（Mindy McCready）
- テリー・クラーク（Terri Clark）
- テイラー・スウィフト

## 関連ジャンル
- ブルーグラス
- ヨーデル
- カントリーロック
- サザン・ロック
- フォークソング
- ロックンロール
- ロカビリー
- ゴスペル
- コンテンポラリー・クリスチャン・ミュージック（Contemporary Christian）
- カントリー・ブルース（Country blues）
- ケイジャン / ザディコ